# Spellemannprisen
Lo Spellemannprisen è un premio conferito agli artisti musicali norvegesi (musicisti, cantanti, autori e produttori) che durante l'ultimo anno si sono distinti positivamente sulla scena.

## Storia del premio
La consegna di tale premio venne organizzata dalla sezione norvegese della IFPI e iniziò nel 1973 (premiando l'anno discografico 1972) e da allora viene replicata ogni anno. L'evento viene gestito dallo Spellemannskomiteen il comitato Spellemann, nominato da IFPI Norge e FONO. 
Il numero dei premi cambia di anno in anno, nel 2013 furono consegnati 17 premi distinti per il genere musicale, due premi per autori (componista e scrittore di testi) e tre categorie extra (spellemann dell'anno, artista emergente dell'anno e successo dell'anno). In aggiunta il comitato può decidere di assegnare anche il premio d'onore, il premio al miglior produttore e il premio alla tecnica. Delle giurie vengono elette a votare per ognuna delle categorie di genere e una giuria speciale vota il premio spellemann dell'anno.
La cerimonia di premiazione avviene tra gennaio e febbraio ed è solitamente trasmessa sulla rete nazionale NRK. Lo Spellemannprisen è noto internazionalmente per essere il Grammy Awards norvegese a causa dell'importanza che ha assunto nel corso degli anni.
Il nome del premio deriva dalla parola norvegese spelmann che denota un tipo di musicista presente nella cultura popolare norvegese che suona tipicamente il violino (strumento appunto usato nella musica folk scandinava nella variante detta Hardingfele) e trascorre la vita girovagando tra paesi e città dove suona la sua musica.
Alcuni vincitori di questo premio sono stati ad esempio (ordine casuale): a-ha, Lene Marlin, Moddi, Bugge Wesseltoft, Ola Kvernberg, Nils Petter Molvær, Terje Rypdal, Mayhem, Satyricon, Ylvis, Kaizers Orchestra, Röyksopp, Kurt Nilsen e Marcus & Martinus.

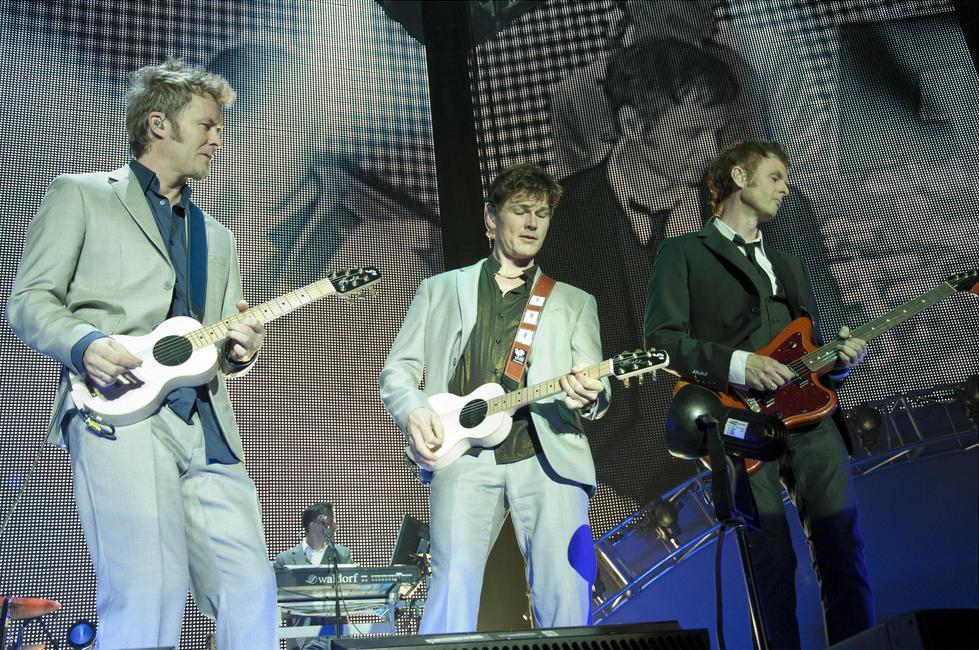
la band norvegese a-ha

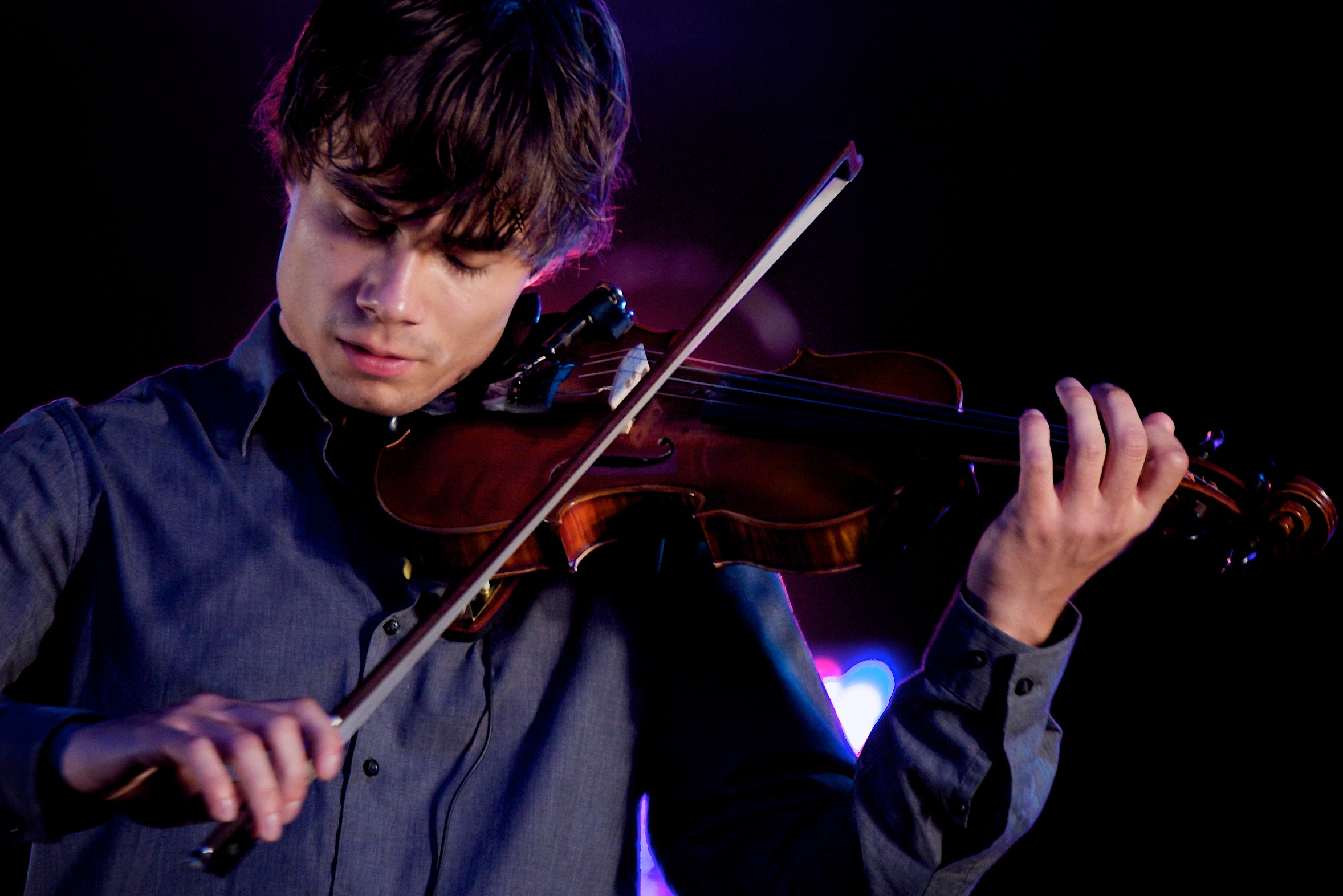
Alexander Rybak, vincitore nella categoria Spellemann dell'anno nel 2009

## Premi per anno

### 1972

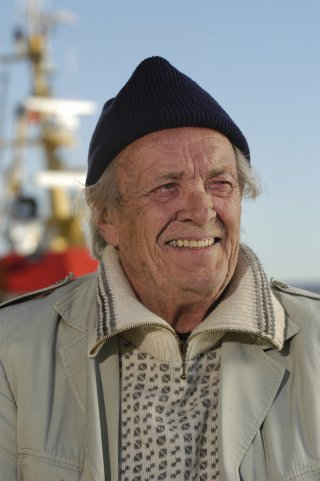
Erik Bye premiato con il primo Spellemannprisen per miglior artista maschile nel 1972.

| Categoria                       | Artista                                                     | Titolo                     |
| ------------------------------- | ----------------------------------------------------------- | -------------------------- |
| artista femminile               | Kirsti Sparboe                                              |                            |
| artista maschile                | Erik Bye                                                    |                            |
| Band                            | Popol Vuh                                                   |                            |
| musica classica                 | Filharmonisk Selskaps Orkester diretta da Miltiades Caridis |                            |
| Folk                            | Birgitte Grimstad                                           | Folk songs by Geirr Tveitt |
| classe aperta                   | Einar Schanke                                               | Kjære lille Norge          |
| Musica per bambini              | Knutsen & Ludvigsen                                         |                            |
| premio d'onore della giuria     | Egil Monn-Iversen                                           | Bør Børson Jr.             |
| premio speciale                 | Jens Book-Jenssen                                           |                            |
| per l'organizzazione del premio | Sigurd Jansen                                               |                            |

### 1973

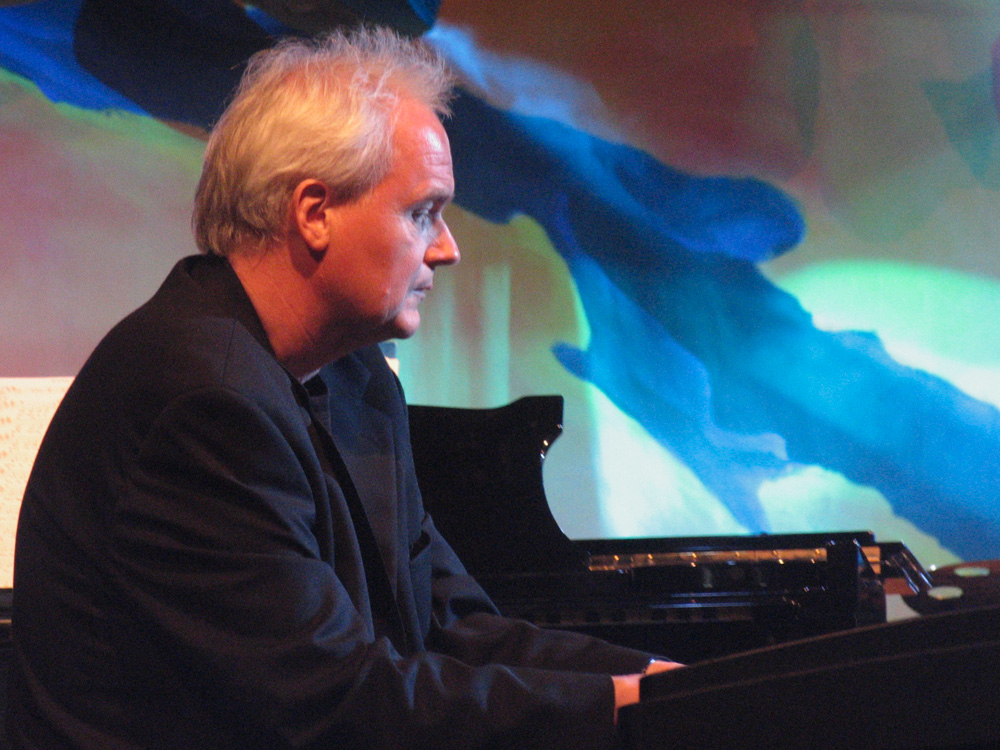
Ketil Bjørnstad premiato Spellemannprisen 1974 nella categoria album strumentale

| Categoria           | Artista                   | Titolo                                  |
| ------------------- | ------------------------- | --------------------------------------- |
| Jazz                | Christiania Jazzband      |                                         |
| artista femminile   | Inger Lise Rypdal         |                                         |
| artista maschile    | Benny Borg                |                                         |
| Band                | Saft                      |                                         |
| musica classica     | Torkil Bye & Brynjar Hoff | Mozart's Obo Quartett/Flute Quartett    |
| Folk                | Lillebjørn Nilsen         | Portrett                                |
| classe aperta       | Bjørn Sand &Totto Osvold  | Stutum Speaking                         |
| Musica per bambini  | Dizzie Tunes              | Den aller siste ra-ta-ta/Hei-hå, hei-hå |
| musica tradizionale | Oddvar Nygaards Kvartett  |                                         |
| Premio speciale     | Sigbjørn Bernhoft Osa     |                                         |

### 1974
| Categoria                       | Artista                                   | Titolo         |
| ------------------------------- | ----------------------------------------- | -------------- |
| Jazz                            | Stokstad/Jensen Trad.Band                 | Mer glajazz    |
| artista femminile               | Karin Krog                                |                |
| artista maschile                | Odd Børretzen                             |                |
| Band                            | Stiftelsen                                |                |
| musica classica                 | Valen-koret con il direttore Sverre Valen | Fjell-Noreg    |
| Folk                            | Alf Cranner                               | Trykt i år     |
| Strumentale                     | Ketil Bjørnstad                           | Berget det blå |
| Musica per bambini              | Rigmor Lange                              | Colargol       |
| premio d'onore della giuria     | Nora Brockstedt                           |                |
| premio speciale                 | Jens Book-Jenssen                         |                |
| per l'organizzazione del premio | Sigurd Jansen                             |                |

### 1975
| Categoria                   | Artista                                   | Titolo                                     |
| --------------------------- | ----------------------------------------- | ------------------------------------------ |
| Jazz                        | Laila Dalseth                             | Just Friends                               |
| Vocalist                    | Anne Lise Gjøstøl                         | Anne Lise Gjøstøl                          |
| Pop                         | Prudence                                  | Takk te dokk                               |
| Strumentale                 | Kjell Bækkelund                           | Villarkorn                                 |
| musica classica             | Hallgerd Benum Dahl                       | Halfdan Kjerulf – romanser                 |
| Folk                        | Stein Ove Berg                            | Visa di                                    |
| classe aperta               | Per Aabel                                 |                                            |
| Musica per bambini          | Thorbjørn Egner                           | Ole Brumm og vennene hans                  |
| musica tradizionale         | Sture Rogne og Ragnar Danielsens ensemble | Det glade Aalesund – Per Bolstad 1875–1975 |
| premio d'onore della giuria | Otto Nielsen                              |                                            |

### 1976
| Categoria           | Artista                 | Titolo                      |  |
| ------------------- | ----------------------- | --------------------------- |  |
| Jazz                | Bjarne Nerem            | Everything Happens to Me    |  |
| Vocalist            | Wenche Myhre            | Wenche                      |  |
| Dance-pop           | Match med Wenche Hallan | Match                       |  |
| Pop-rock            | Arbeidslaget            | Grovarbeid                  |  |
| musica classica     | Einar Steen-Nøkleberg   | Norsk barokk og galanterier |  |
| Folk                | Ole Paus                | I anstendighetens navn      |  |
| classe aperta       | Morten Gunnar Larsen    | Classic Rags & Stomps       |  |
| Musica per bambini  | Visvas                  | Maleri av Visvas            |  |
| musica tradizionale | Toradertrioen           | Takk for sist               |  |
| premio d'onore      | Robert Levin            |                             |  |

### 1977
| Categoria                   | Artista                        | Titolo                                 |
| --------------------------- | ------------------------------ | -------------------------------------- |
| Jazz                        | Pål Thowsen og Jon Christensen | No Time for Time                       |
| Vocalist                    | Radka Toneff                   | Winter Poem                            |
| Pop                         | Alex                           | Alex og Handle With Care               |
| musica classica             | Grex Vocalis                   | Grex Vocalis                           |
| Folk                        | Alf Cranner                    | Vindkast                               |
| classe aperta               | Arve Tellefsen                 | Sindings fiolinkonsert/Du milde Mozart |
| musica per bambini          | Thorbjørn Egner                | Folk og røvere i Kardemomme by         |
| musica tradizionale         | Ånon Egeland og Per Midtstigen | I heitaste slåtten                     |
| premio origin.              | Jan Eggum                      | Heksedans (musica e testo propri a.o.) |
| premio d'onore della giuria | Toralf Tollefsen               |                                        |

### 1978

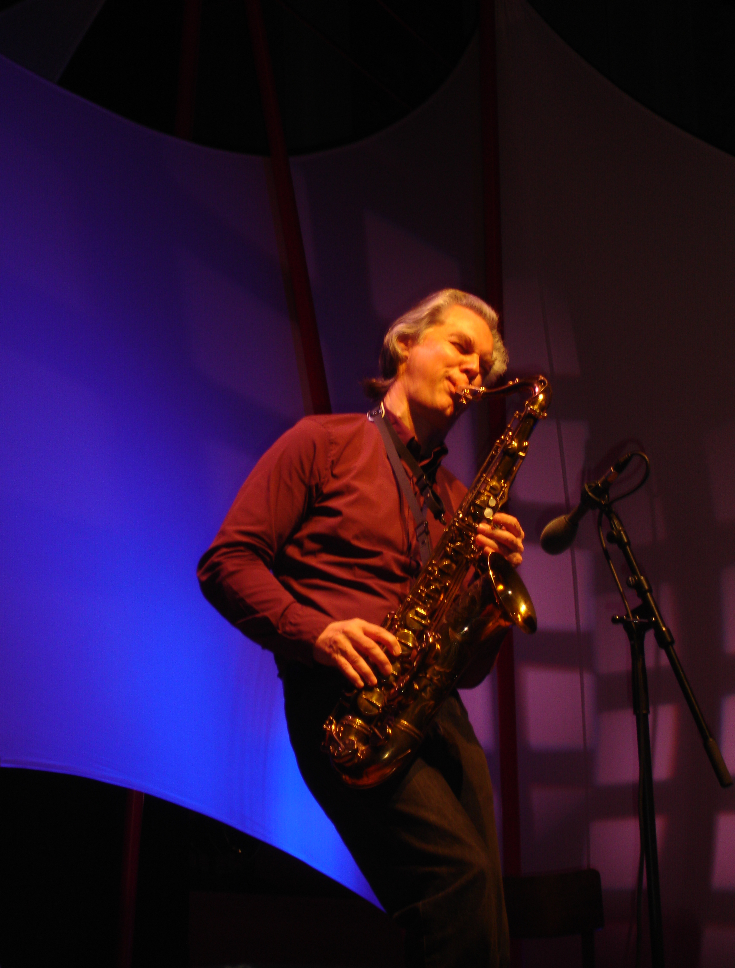
Jan Garbarek premiato con il premio speciale degli Spellemannprisen 1978.

| Categoria                   | Artista                                                         | Titolo                         |
| --------------------------- | --------------------------------------------------------------- | ------------------------------ |
| Jazz                        | Laila Dalseth                                                   | Glad There Is You              |
| artista femminile           | Grethe Kausland                                                 | A Taste of...                  |
| artista maschile            | Jahn Teigen                                                     | This Year's Loser              |
| Strumentale                 | Banda militare dellaForsvarets musikk, diretta da Rolf Andersen | Forsvaret spiller              |
| album verbale               | Harald Heide-Steen jr.                                          | Harald Heide-Steen jr.         |
| musica classica             | Knut Nystedt                                                    | Contemporary Music from Norway |
| Folk                        | Vårsøg                                                          | Sola e komma                   |
| Tradizionale                | Sven Nyhus                                                      | Dovregubben danser             |
| Premio speciale             | Jan Garbarek                                                    |                                |
| premio d'onore della giuria | Erik Bye                                                        |                                |

### 1979
| Categoria                   | Artista                      | Titolo                                         |
| --------------------------- | ---------------------------- | ---------------------------------------------- |
| Jazz                        | Bjørn Alterhaug              | Moments                                        |
| Pop album                   | Anita Skorgan                | Ingen vei tilbake                              |
| Rock album                  | Pål Thowsen                  | Surprise                                       |
| Group                       |                              |                                                |
| musica classica             | Oslo Trio                    | Felix Mendelsohn og Frank Martin komposisjoner |
| Choir album                 | Bergen Domkantori            | Folketoner i glass og ramme                    |
| Folk                        | Jan Eggum                    | En sang fra vest                               |
| classe aperta               | Det Norske Teatret           | Så lenge skuta kan gå                          |
| classe aperta               | Jon Eikemo                   | Leser Jacob Sande                              |
| musica tradizionale         | Bjørgum/Berg/Kvifte/Stubseid | Slinkombas                                     |
| premio d'onore della giuria | Reidar Thommessen            | Garden of Memories                             |
| Premio speciale: diploma    | Pete Knutsen                 |                                                |

### 1980
| Categoria                   | Artist                         | Titolo                            |
| --------------------------- | ------------------------------ | --------------------------------- |
| Jazz album                  | Frode Thingnæs Quintet         | Direct to Dish                    |
| Rock album                  | Åge Aleksandersen & Sambandet  | Ramp                              |
| rock album                  | The Aller Værste!              | Materialtretthet                  |
| Pop album                   | Dollie                         | Første akt                        |
| musica classica             | Arve Tellefsen                 | Serenade                          |
| Folk                        | Ballade!                       | Ballade! Ekstranummer             |
| classe aperta               | Contemporary Music from Norway | Various albums                    |
| musica per bambini          | Rolf Just Nilsen               | Asbjørnsen & Moes eventyr 1 & 2   |
| musica tradizionale         | Land Spelmannslag              | Gammeldans og springdans fra Land |
| premio d'onore della giuria | Kari Diesen                    |                                   |

### 1981

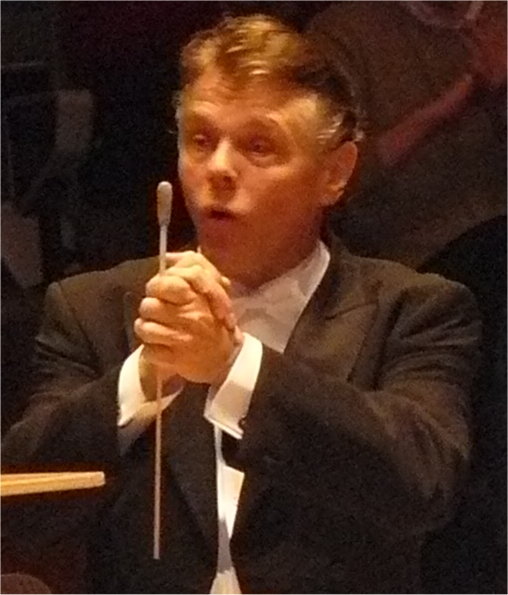
Direttore Mariss Jansons premiato nella classe di musica classica/musica contemporanea, per aver diretto la Oslo Philharmonic nel 1981.

| Categoria                                                           | Artist                                      | Titolo                                             |
| ------------------------------------------------------------------- | ------------------------------------------- | -------------------------------------------------- |
| Jazz                                                                | Thorgeir Stubø                              | Notice                                             |
| rock                                                                | De Press                                    | Block to Block                                     |
| Jazz rock                                                           | Sidsel Endresen/Jon Eberson Group           | Jive Talking                                       |
| Pop                                                                 | Trond Granlund                              | Pleasant Surprise                                  |
| musica classica/musica contemporanea                                | Oslo Philharmonic diretta da Mariss Jansons | premiata per tre album di interpretazioni di Grieg |
| Folk                                                                | Halvdan Sivertsen                           | Liv laga                                           |
| classe aperta                                                       | Geirr Lystrup                               | Songen om kjærligheta                              |
| musica per bambini                                                  | Trond-Viggo Torgersen & George Keller       | Det by'ner nå!                                     |
| musica tradizionale                                                 | Hørkelgaddan                                | Tøffelmusikk                                       |
| Premio speciale: L'Arpa d'argento/premio per il decimo anniversario | Terje Rypdal                                |                                                    |
| premio d'onore della giuria                                         | Henning Sommerro                            | Litt ta me                                         |
| Premio speciale: diploma                                            | Svein Dag Hauge                             | Pleasant Surprise                                  |

### 1982
| Categoria                                          | Artist                | Titolo                        |
| -------------------------------------------------- | --------------------- | ----------------------------- |
| Jazz                                               | Knut Riisnæs Quartet  | Flukt                         |
| Rock                                               | Stavangerensemblet    | På bommen                     |
| Pop                                                | Olav Stedje           | Tredje Stedje                 |
| Folk                                               | Lillebjørn Nilsen     | Original Nilsen               |
| musica classica/musica contemporanea               | Eva Knardahl          | Norwegian Music for the Piano |
| classe aperta                                      | Oppsal Skoles Pikekor | Oppsal Skoles Pikekor         |
| musica per bambini                                 | Thorbjørn Egner       | De beste Egner-viser          |
| musica tradizionale                                | Sondre Bratland       | Pilgrimens sangbok            |
| Premio speciale: diploma                           | Jan Erik Kongshaug    |                               |
| premio d'onore della giuria                        | Åge Aleksandersen     |                               |
| Premio di settore: miglior produttore discografico | Erik Hillestad        |                               |

### 1983
| Categoria                                          | Artista                                                | Titolo             |
| -------------------------------------------------- | ------------------------------------------------------ | ------------------ |
| Jazz                                               | Masqualero                                             | Masqualero         |
| Rock                                               | Beranek                                                | X-Ray              |
| Pop                                                | The Monroes                                            | Sunday People      |
| Folk                                               | Lars Klevstrand/Hege Tunaal med Ålesund Kammerensemble | Kirans viser       |
| musica classica/musica contemporanea               | Grex Vocalis                                           | Renessanse for kor |
| musica tradizionale                                | Tone Hulbækmo                                          | Kåmmå no....       |
| classe aperta                                      | Steinar Ofsdal                                         | Hat Trick          |
| musica per bambini                                 | Knutsen & Ludvigsen                                    | Juba Juba          |
| Spellemann dell'anno                               | The Monroes                                            | Sunday People      |
| premio d'onore della giuria                        | Jahn Teigen                                            |                    |
| Premio di settore: miglior produttore discografico | Eirik Wangberg                                         | Always (Alex)      |

### 1984

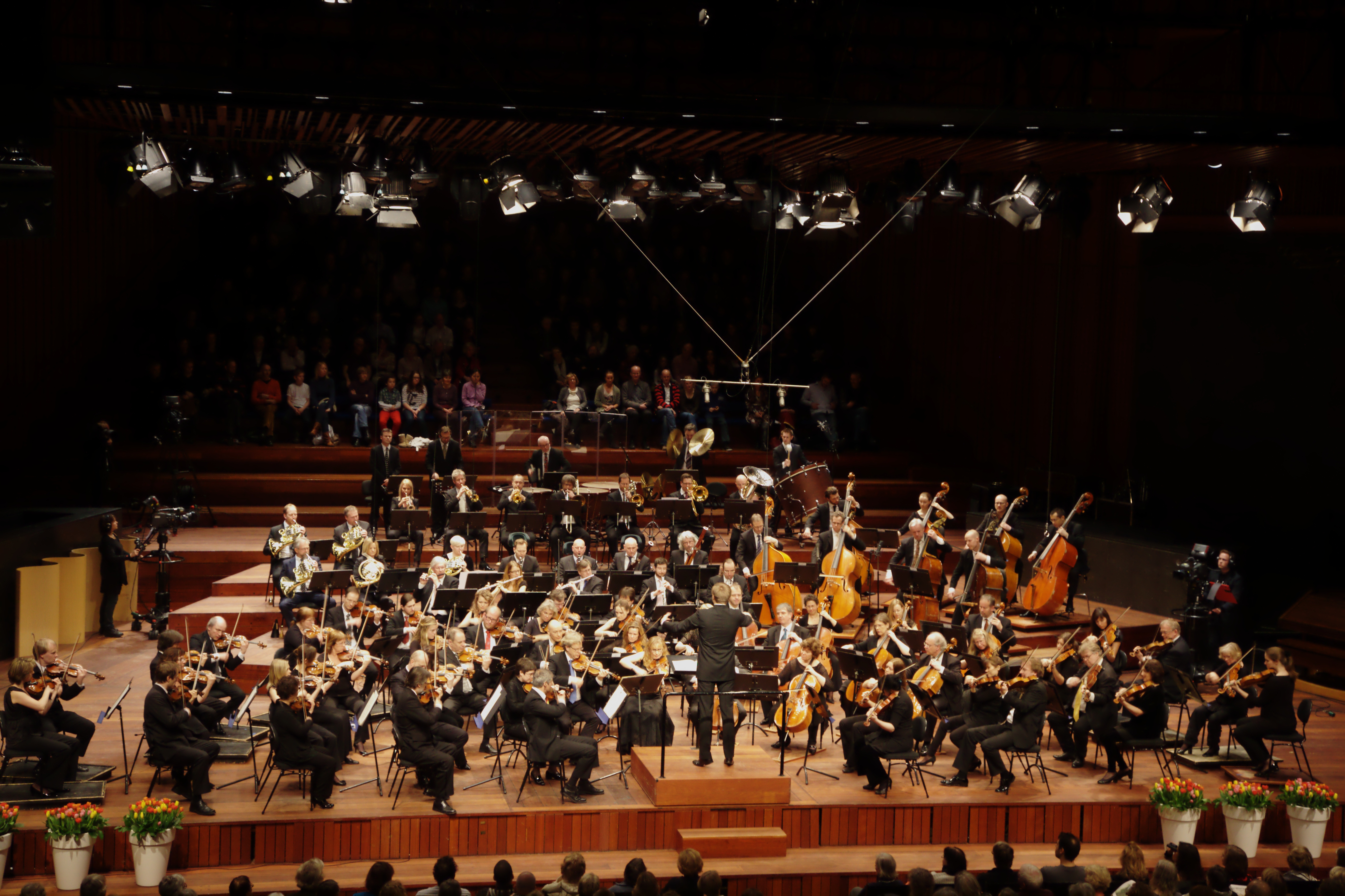
L'orchestra filarmonica di Oslo in un concerto del 2013

| Categoria                                          | Artista                     | Titolo                  |
| -------------------------------------------------- | --------------------------- | ----------------------- |
| Jazz                                               | Laila Dalseth               | Daydreams               |
| Rock                                               | Can Can                     | En lek i forhold        |
| Pop                                                | Lava                        | Fire                    |
| Folk                                               | Tove Karoline Knutsen       | Veintetid               |
| musica classica/musica contemporanea               | Oslo Philharmonic           | Tchaikovsky 5. symfoni  |
| Roots & country                                    | Cato Sanden                 | Cato Sanden             |
| classe aperta                                      | Balkansemblet               | Balkan samlet           |
| musica per bambini                                 | Visvas                      | Kompis med Albert Åberg |
| musica tradizionale                                | Agnes Buen Garnås           | Draumkvedet             |
| Spellemann dell'anno                               | Åge Aleksandersen           | Levva livet!            |
| premio d'onore della giuria                        | Totto Johannessen           |                         |
| Premio di settore: miglior compositore e scrittore | Jon Eberson/Sidsel Endresen | City Vision             |

### 1985

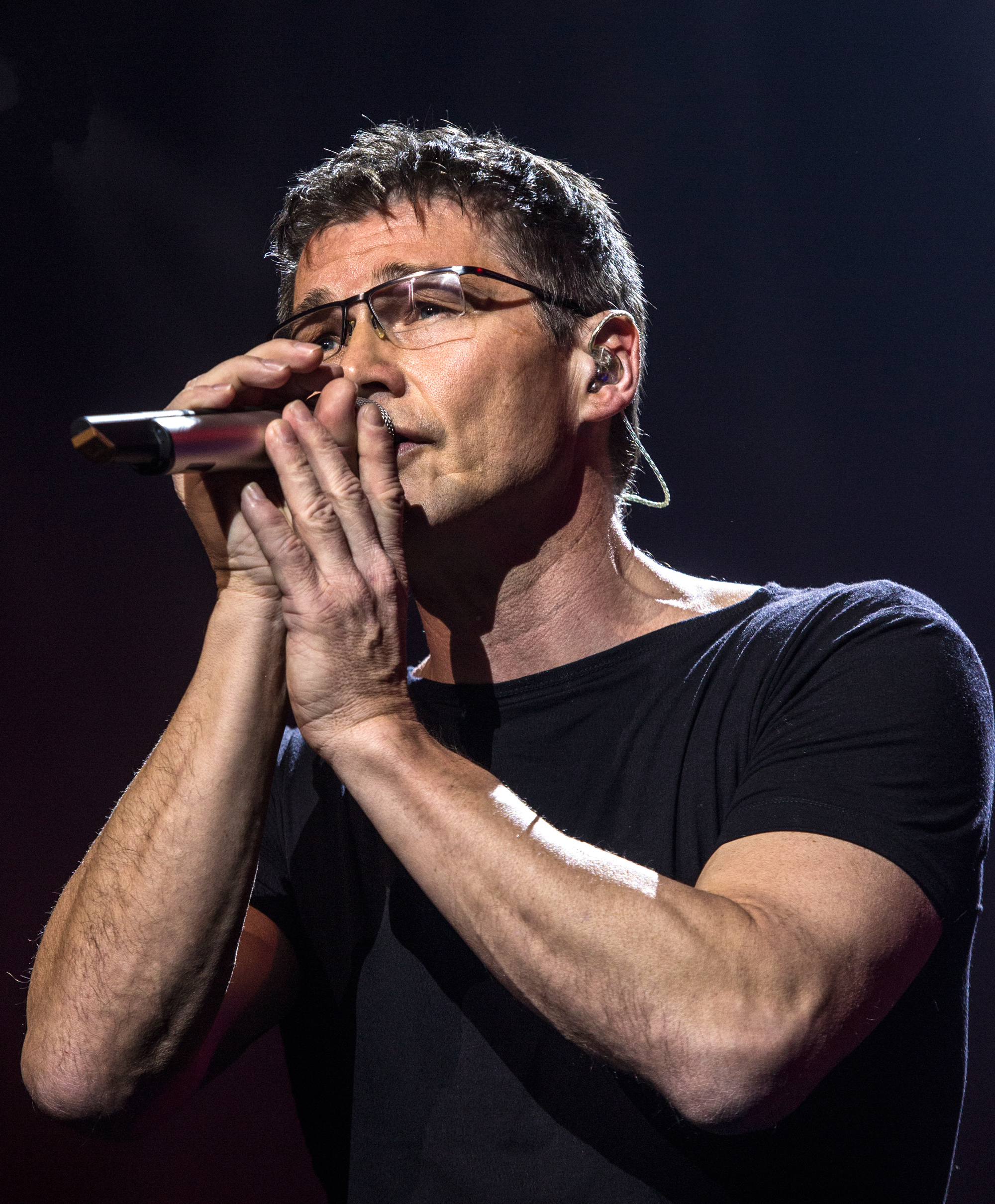
Morten Harket Premiato 13 volte sommando i premi vinti con gli A-ha e quelli della carriera solista, la prima volta nel 1985

| Categoria                                          | Artista                                              | Titolo                                        |
| -------------------------------------------------- | ---------------------------------------------------- | --------------------------------------------- |
| Jazz                                               | Per Husby                                            | Dedications                                   |
| Rock                                               | Jonas Fjeld Band                                     | Neck n' Neck                                  |
| Pop                                                | a-ha                                                 | Hunting High and Low                          |
| Folk                                               | Halvdan Sivertsen                                    | Amerika                                       |
| musica classica/musica contemporanea               | Robert Riefling                                      | Bach: das Wohltemperierte Klavier             |
| Roots & country                                    | Claudia Scott/Ottar «Big Hand» Johansen/Casino Steel | Oh Yeah!                                      |
| classe aperta                                      | Kalenda Maya                                         | Kalenda Maya - Medieval and Renaissance Music |
| musica per bambini                                 | Harry Halvsjuk & the Håpløse (NRK Halvsju)           | Harry Halvsjuk                                |
| musica tradizionale                                | Elisabeth Kværne                                     | På langeleik                                  |
| Spellemann dell'anno                               | a-ha                                                 | Hunting High and Low                          |
| premio d'onore della giuria                        | Bobbysocks/Rolf Løvland                              |                                               |
| Premio di settore: miglior produttore discografico | Hallvard Kvåle                                       |                                               |

### 1986

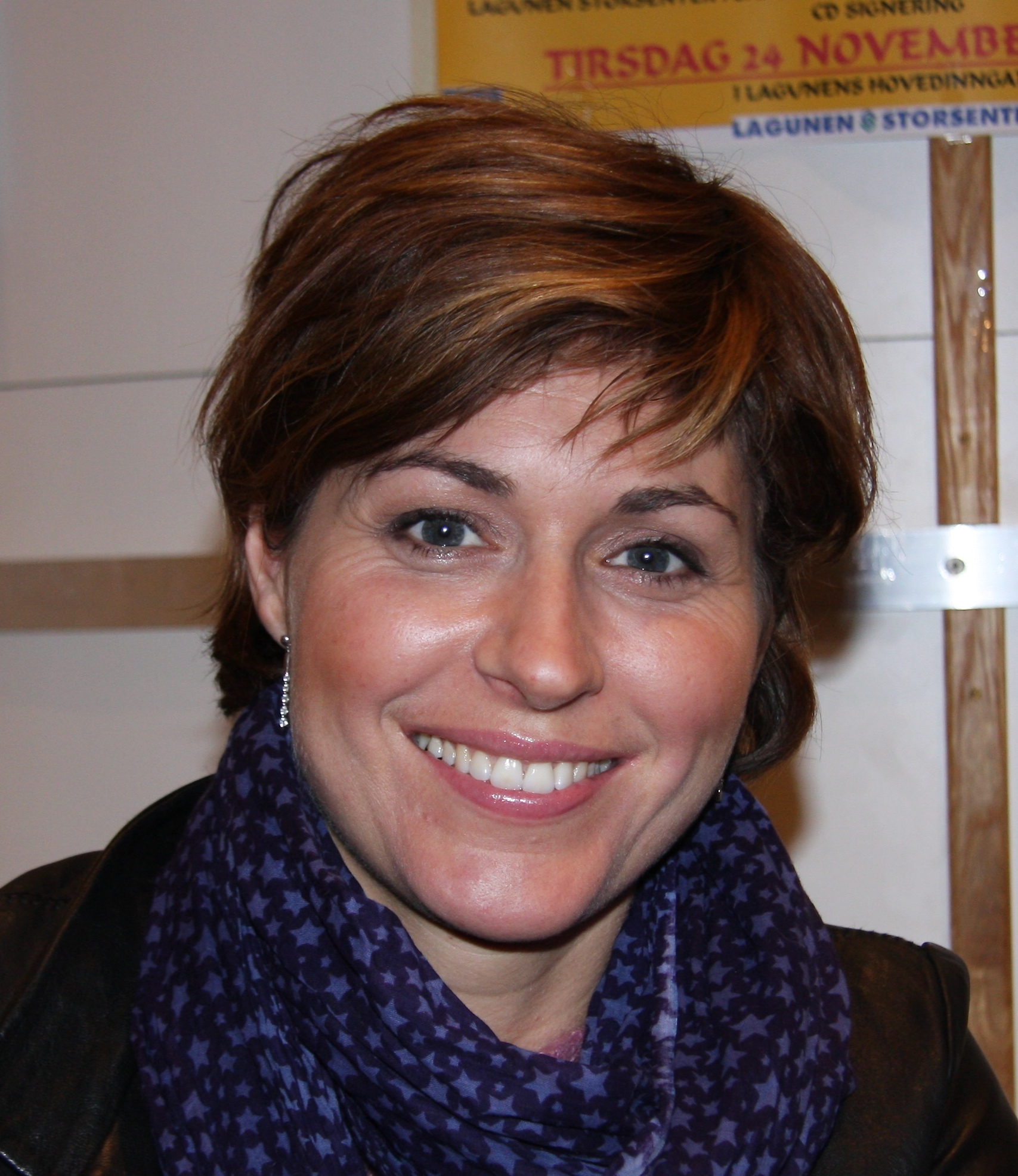
La cantante norvegese Sissel Kyrkjebø

| Categoria                            | Artista                             | Titolo                                          |
| ------------------------------------ | ----------------------------------- | ----------------------------------------------- |
| Jazz                                 | Masqualero                          | Bande a Part                                    |
| Rock                                 | Jonas Fjeld Band                    | Time and Motion                                 |
| Pop                                  | a-ha                                | Scoundrel Days                                  |
| Folk                                 | Henning Sommerro                    | Neonlys på Ivar Aasen                           |
| musica classica/musica contemporanea | Tellefsen/Knardahl/Kvalbein/Bratlie | Grieg sonater for fiolin/klaver og cello/klaver |
| video musicale dell'anno             | a-ha (regia: Steve Barron)          | «Hunting High and Low»                          |
| classe aperta                        | Det Norske Kammerkor                | Vinjesvingen                                    |
| musica per bambini                   | Maj Britt Andersen                  | Folk er rare!                                   |
| musica tradizionale                  | Dalakopa                            | Dalakopa                                        |
| Spellemann dell'anno                 | Sissel Kyrkjebø                     | Sissel                                          |
| premio d'onore della giuria          | a-ha                                |                                                 |
| Settore                              | Svein Gundersen                     |                                                 |

### 1987

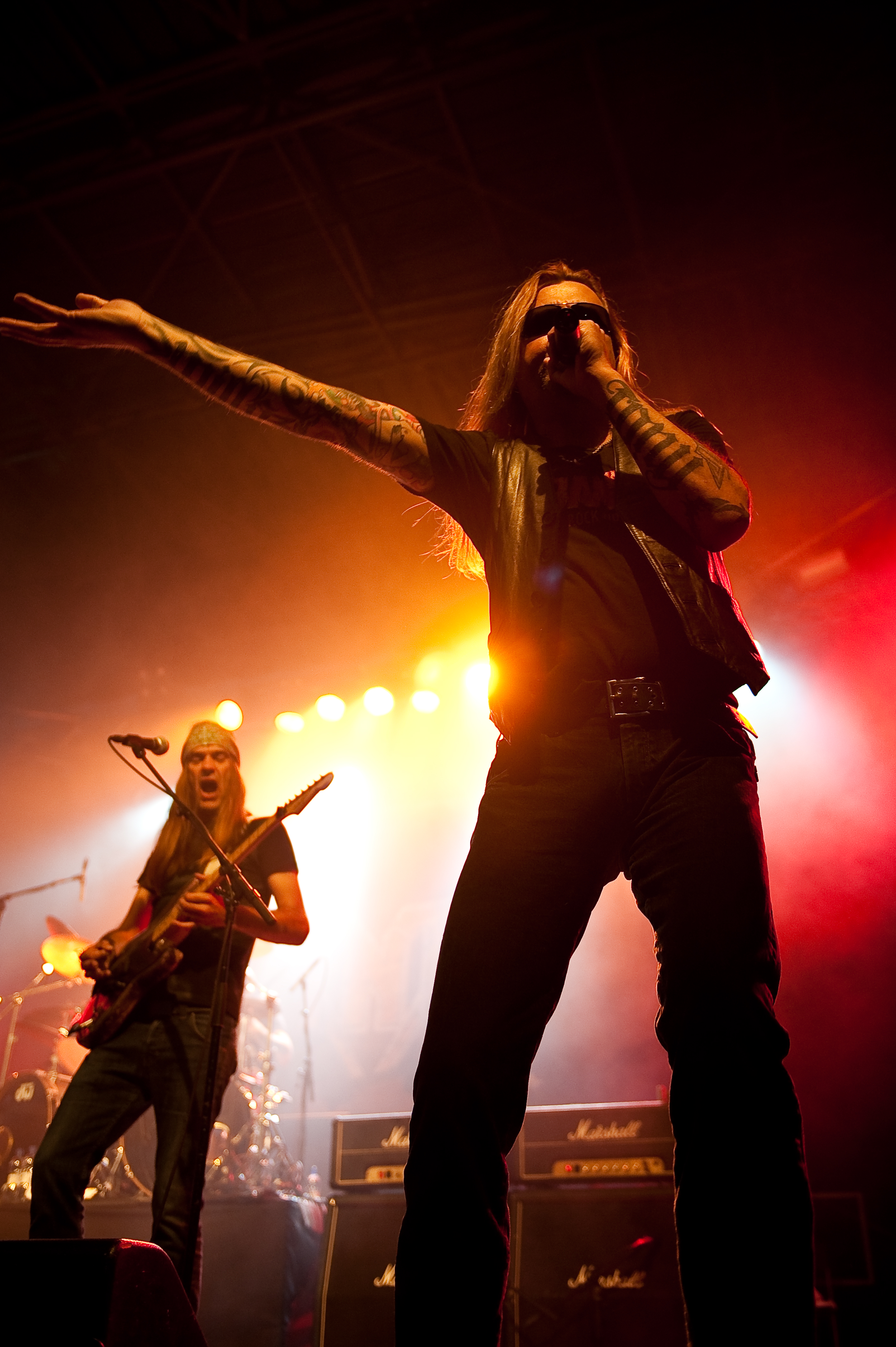
La band heavy metal TNT in un concerto del 2009

| Categoria                            | Artista           | Titolo                       |
| ------------------------------------ | ----------------- | ---------------------------- |
| Jazz                                 | Bjørn Johansen    | Take One                     |
| Rock                                 | TNT               | Tell No Tales                |
| Pop                                  | Tomboy            | Back to the Beat             |
| Folk                                 | Kari Bremnes      | Mitt ville hjerte            |
| musica classica/musica contemporanea | Oslo Philharmonic | Sjostakovitsj: symfoni nr. 5 |
| Roots & country                      | Cato Sanden       | Once a Hero                  |
| classe aperta                        | Dollie de Luxe    | Which Witch                  |
| musica per bambini                   | Gustav Lorentzen  | Ludvigsens Hostesaft         |
| musica tradizionale                  | Arve Moen Bergset | Arvesølv                     |
| Spellemann dell'anno                 | Jørn Hoel         |                              |
| premio d'onore della giuria          | Dissimilis        |                              |

### 1988
| Categoria                            | Artista                             | Titolo                             |
| ------------------------------------ | ----------------------------------- | ---------------------------------- |
| Jazz                                 | Oslo 13                             | Off Balance                        |
| Rock                                 | DumDum Boys                         | Blodig alvor na na na na na\|----- |
| Pop                                  | Dance with a Stranger               | Dance with a Stranger              |
| Folk                                 | Geirr Lystrup                       | Egg og champagne                   |
| musica classica/musica contemporanea | Det Norske Kammerorkester           | Britten/Mozart/Tsjaikovski         |
| Roots & country                      | Ottar «Big Hand» Johansen           | Game of Hearts                     |
| classe aperta                        | Arve Tellefsen                      | Pan                                |
| musica per bambini                   | Tone Hulbækmo/Hans Fredrik Jacobsen | Langt nord i skogen                |
| musica tradizionale                  | Kirsten Bråten Berg                 | Min kvedarlund                     |
| Spellemann dell'anno                 | Det Norske Kammerorkester           |                                    |
| premio d'onore della giuria          | Harald Sæverud                      |                                    |

### 1989
| Categoria                            | Artista                       | Titolo                                |
| ------------------------------------ | ----------------------------- | ------------------------------------- |
| Jazz                                 | Egil Kapstad                  | Cherokee                              |
| Rock                                 | Dumdum Boys                   | Splitter pine                         |
| Pop                                  | Dance with a Stranger         | To                                    |
| Folk                                 | Jørn Simen Øverli             | Levende bandasjer                     |
| musica classica/musica contemporanea | Håkon Austbø                  | Skrjabin – pianosonater               |
| Roots & country                      | Mostly Robinson               | Roll Down the Highway                 |
| Intrattenimento                      | Øystein Sunde                 | Kjekt å ha                            |
| classe aperta                        | Mari Boine Persen             | Gula Gula – hør stammemødrenes stemme |
| musica per bambini                   | Knutsen/Nellie Neuf           | På frifot                             |
| musica tradizionale                  | Steinar Ofsdal/Per Midtstigen | Sjøfløyta                             |
| Spellemann dell'anno                 | Øystein Sunde                 |                                       |
| Miglior artista esordiente           | Matchstick Sun                | Flowerground                          |

### 1990
| Categoria                            | Artista                            | Titolo                                      |
| ------------------------------------ | ---------------------------------- | ------------------------------------------- |
| Jazz                                 | Oslo Groove Company                | Anno 1990                                   |
| Rock                                 | DumDum Boys                        | Pstereo                                     |
| Pop                                  | Sigvart Dagsland                   | Alt eg såg                                  |
| Folk                                 | Gitarkameratene                    | Typisk norsk                                |
| musica classica/musica contemporanea | Oslo Philharmonic/Mariss Jansons   | Mahler Symphony No. 2                       |
| Roots & country                      | Steinar Albrigtsen                 | Alone Too Long                              |
| Intrattenimento                      | Bjørn Eidsvåg                      | Alt du vil ha                               |
| musica per bambini                   | Gustav Lorentzen (alias Ludvigsen) | Bli blid!                                   |
| musica tradizionale                  | Torleiv & Hallvard Bjørgum         | Skjoldmøyslaget. Faremoslåttar frå Setesdal |
| Miglior artista esordiente           | CC Cowboys                         | Blodsbrødre                                 |
| Spellemann dell'anno                 | Gitarkameratene                    |                                             |
| premio d'onore della giuria          | Marie Foss & Torstein Grythe       |                                             |

### 1991
| Categoria                   | Artista                                        | Titolo                                          |
| --------------------------- | ---------------------------------------------- | ----------------------------------------------- |
| Jazz                        | Masqualero                                     | Re-enter                                        |
| Rock                        | Jokke & Valentinerne                           | Frelst!                                         |
| Pop                         | Tre Små Kinesere                               | Luftpalass                                      |
| Folk                        | Kari Bremnes                                   | Spor                                            |
| musica da camera            | Truls Mørk/Håkon Austbø                        | Verker av Franck, Chausson, Debussy, Poulenc    |
| musica orchestrale e corale | Leif Ove Andsnes/Bergen Philharmonic Orchestra | Grieg: Piano Concert/Liszt: Piano Concert No. 2 |
| intrattenimento             | Arthur «Oluf» Arntzen                          | Latterkula                                      |
| classe aperta               | Knut Reiersrud &Iver Kleive                    | Blå koral                                       |
| musica per bambini          | Anne Cath. Vestly                              | Marte og mormor og mormor og Morten 1–4         |
| musica tradizionale         | Sør-Fron Spelemannslag                         | Den lykkelige frier                             |
| Spellemann dell'anno        | Dance with a Stranger                          |                                                 |

### 1992

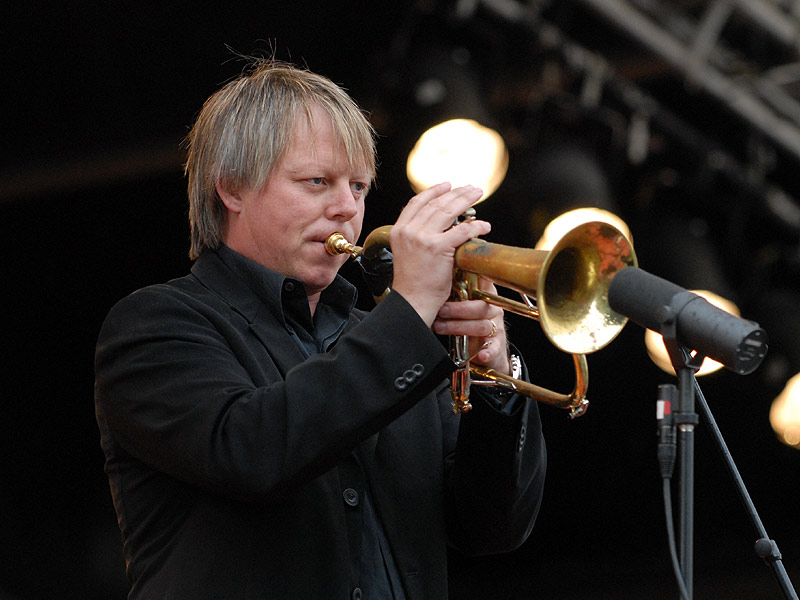
Ole Edvard Antonsen durante un'esibizione del 2008

| Categoria                   | Artista                                         | Titolo                               |
| --------------------------- | ----------------------------------------------- | ------------------------------------ |
| Jazz                        | Knut Riisnæs & Jon Christensen                  | Knut Riisnæs/Jon Christensen         |
| Rock                        | Barbie Bones                                    | Death in the Rockinghorse Factory    |
| Pop                         | Bel Canto                                       | Shimmering, Warm and Bright          |
| Folk                        | Vidar Sandbeck                                  | Legende                              |
| musica da camera            | Leif Ove Andsnes                                | Chopin: Sonater, mazurkaer og etyder |
| musica orchestrale          | Truls Mørk/Det Norske Kammerorkester/Iona Brown | Joseph Haydn: Cello conserts         |
| Roots & country             | Eriksen                                         | Two Blue                             |
| intrattenimento             | Hanne Krogh                                     | Ta meg til havet                     |
| classe aperta               | Ole Edvard Antonsen                             | Tour De Force                        |
| musica per bambini          | Gustav Lorentzen                                | 1. klasse                            |
| musica tradizionale         | Hauk & Knut Buen                                | Fykerud'n                            |
| Spellemann dell'anno        | DumDum Boys                                     |                                      |
| premio d'onore della giuria | Vidar Sandbeck                                  |                                      |

### 1993
| Categoria                  | Artista                                                          | Titolo                                                  |
| -------------------------- | ---------------------------------------------------------------- | ------------------------------------------------------- |
| Jazz                       | Radka Toneff                                                     | Live in Hamburg                                         |
| Rock                       | deLillos                                                         | Neste sommer                                            |
| Pop                        | Pogo Pops                                                        | Crash                                                   |
| Folk                       | Vamp                                                             | Godmorgen, søster                                       |
| musica da camera           | Leif Ove Andsnes                                                 | Grieg; Piano sonate op. 7/Lyriske stykker op. 43 og 54  |
| musica orchestrale         | Truls Mørk/Oslo Philharmonic/Mariss Jansons                      | Dvorák; Cello-konsert/Tsjaikovskij; Rokokko-variasjoner |
| Roots & country            | Hellbillies                                                      | Pela stein                                              |
| Intrattenimento            | Trio de Janeiro                                                  | Brazilikum                                              |
| classe aperta              | Mari Boine                                                       | Goaskinviellja                                          |
| musica per bambini         | Bukkene Bruse/Geirr Lystrup/Anne Kari Hårnes/Kirsten Bråten Berg | Våre beste barnesanger 2                                |
| musica tradizionale        | Bjørn Odde og Amund Bjørgen                                      | Slåttemusikk frå Lom                                    |
| Miglior artista esordiente | Trine Rein                                                       | Finders, Keepers                                        |
| Spellemann dell'anno       | The September When                                               |                                                         |

### 1994
| Categoria                            | Artista                            | Titolo                                                           |
| ------------------------------------ | ---------------------------------- | ---------------------------------------------------------------- |
| artista femminile                    | Anne Grete Preus                   | Millimeter                                                       |
| artista maschile                     | Jonas Fjeld                        | Nerven i min sang                                                |
| Band                                 | Tre Små Kinesere                   | Hjertemedisin                                                    |
| Jazz                                 | Egil Kapstad Trio                  | Remembrance                                                      |
| musica classica/musica contemporanea | Håkon Austbø                       | Messiaen – Vingt Regards                                         |
| Musica per bambini                   | Terje Formoe                       | Kaptein Sabeltann og hemmeligheten i Kjuttaviga                  |
| musica tradizionale                  | Knut Buen/Leif Rygg/Kåre Nordstoga | Bjølleslåtten (slåttar etter Ola Mosafinn)https://www.google.no/ |
| Best album cover                     | Kim Hiorthøy                       | Motorpsychos Timothy's Monster                                   |
| Canzone dell'anno                    | Anne Grete Preus                   | Millimeter                                                       |
| Album dell'anno                      | Anne Grete Preus                   | Millimeter                                                       |
| Miglior artista esordiente           | Weld                               | Natural Tools                                                    |
| Spellemann dell'anno                 | Øystein Sunde                      |                                                                  |

### 1995

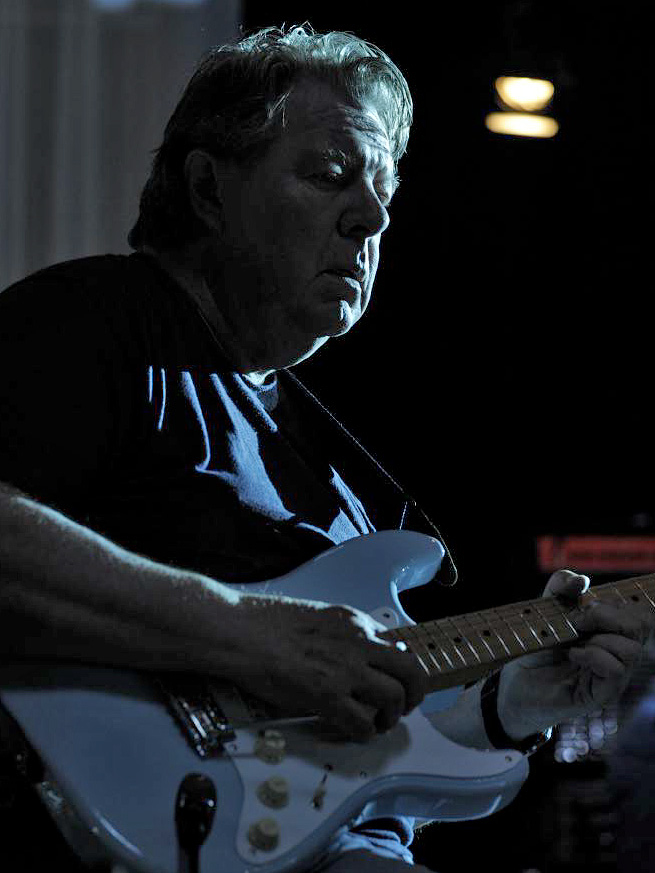
Il pluripremiato chitarrista e compositore Terje Rypdal

| Categoria                   | Artista                                                       | Titolo                                 |
| --------------------------- | ------------------------------------------------------------- | -------------------------------------- |
| artista femminile           | Lynni Treekrem                                                | Haugtussa                              |
| artista maschile            | Morten Harket                                                 | Wild Seed                              |
| Band                        | deLillos                                                      | Sent og tidlig                         |
| Jazz                        | Vigleik Storaas Trio                                          | Bilder                                 |
| Rock                        | Seigmen                                                       | Metropolis                             |
| musica da camera            | Cikada Strykekvartett                                         | Black Angels                           |
| musica orchestrale          | Truls Mørk & London Philharmonic Orchestra con Mariss Jansons | Sjostakovitsj: cellokonserter          |
| classe aperta               | Terje Rypdal                                                  | If Mountains Could Sing                |
| musica per bambini          | Gustav Lorentzen                                              | Kanskje kommer kongen                  |
| musica tradizionale         | Nye Ringnesin                                                 | Frå vals til vise                      |
| Migliore album cover        | Kim Hiorthøy v/Racer BK                                       | Kan det være nødvendig å være så sint? |
| Canzone dell'anno           | Morten Harket & Håvard Rem                                    | A Kind of Christmas Card               |
| Album dell'anno             | Morten Harket                                                 | Wild Seed                              |
| Miglior artista esordiente  | Green Cortinas                                                | Sleep                                  |
| Spellemann dell'anno        | Morten Harket                                                 |                                        |
| premio d'onore della giuria | Arne Bendiksen                                                |                                        |

### 1996

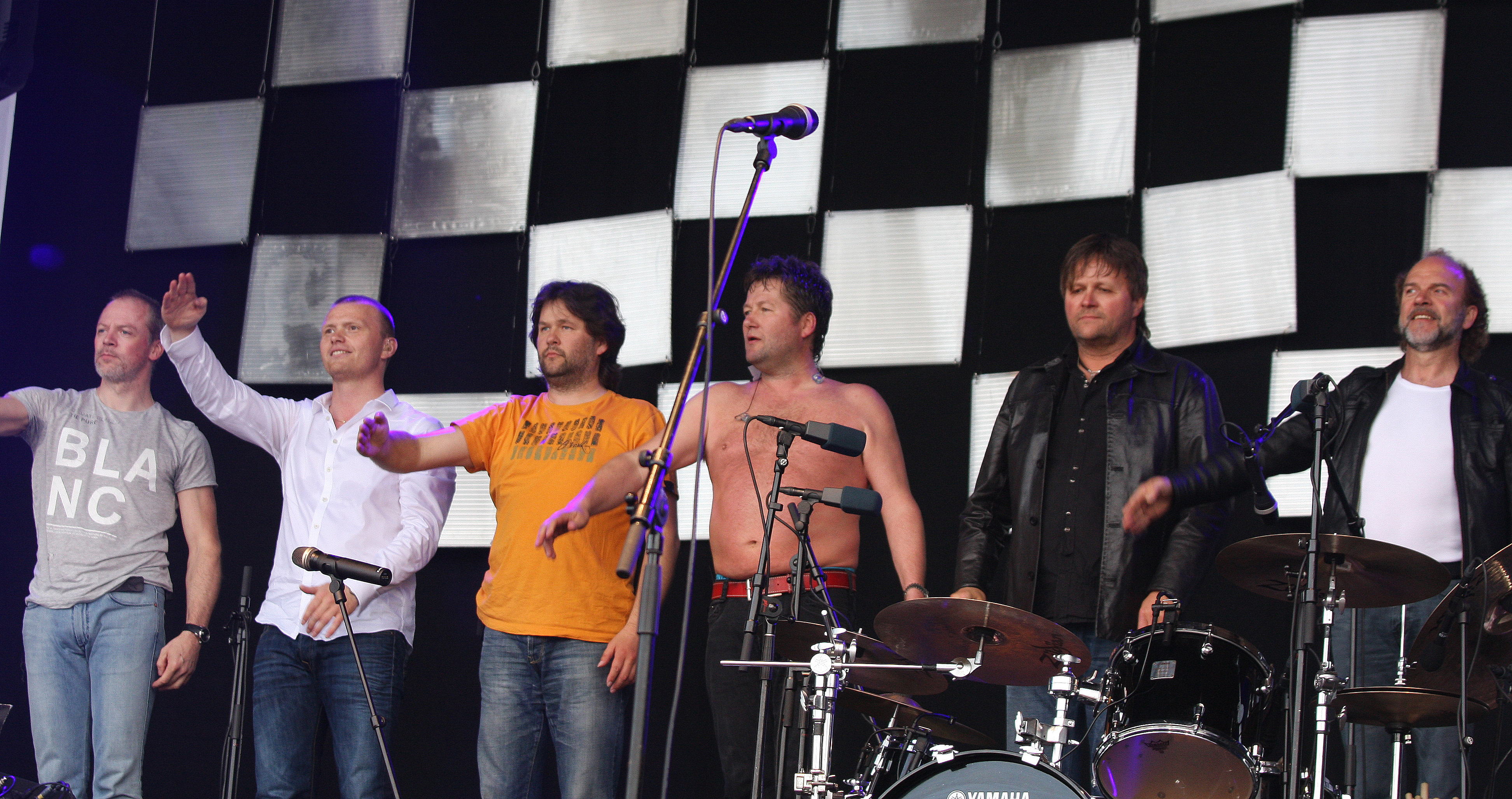
D.D.E. nel 2009

| Categoria                   | Artista                                  | Titolo                                                     |
| --------------------------- | ---------------------------------------- | ---------------------------------------------------------- |
| artista femminile           | Unni Wilhelmsen                          | To Whom It May Concern                                     |
| artista maschile            | Ivar Eidem                               | Missions of a Clown                                        |
| Band                        | Bel Canto                                | Magic Box                                                  |
| Jazz                        | Bugge Wesseltoft                         | New Conception of Jazz                                     |
| Rock                        | Motorpsycho                              | Blissard                                                   |
| Dance/techno                | Bel Canto                                | Magic Box                                                  |
| Dance Orchestra             | Ole Ivars                                | Dans på Skjermertopp                                       |
| Musica da camera            | Vertavokvartetten                        | Carl Nielsen: strykekvartetter op. 5 og 13                 |
| Musica Orchestrale          | Det Norske Kammerorkester med Iona Brown | Grieg og Nielsen: musikk for strykeorkester                |
| Folk album                  | 13 humler                                | 13 humler                                                  |
| classe aperta               | Mari Boine                               | Eallin                                                     |
| musica per bambini          | Eventyr-ensemblet                        | Manndattera og kjerringdattera/Huldra som var så giftesjuk |
| musica tradizionale         | Arne M. Sølvberg                         | Nordfjordslåttar                                           |
| canzone dell'anno           | Odd Børretzen/Lars Martin Myhre          | «Noen ganger er det all right»                             |
| album dell'anno             | Unni Wilhelmsen                          | To Whom It May Concern                                     |
| Miglior artista esordiente  | Helén Eriksen                            | Standards                                                  |
| Spellemann dell'anno        | D.D.E.                                   |                                                            |
| premio d'onore della giuria | Odd Børretzen                            |                                                            |

### 1997
| Categoria                      | Artista                            | Titolo                     |
| ------------------------------ | ---------------------------------- | -------------------------- |
| artista Pop                    | Espen Lind                         | Red                        |
| Pop band                       | Velvet Belly                       | Lucia                      |
| Jazz                           | Vigleik Storaas Trio               | Andre bilder               |
| Rock                           | Poor Rich Ones                     | From the Makers of Ozium   |
| Hardrock                       | Motorpsycho                        | Angels and Daemons at Play |
| Dance/techno                   | Palace of Pleasure                 | Emperor Norton             |
| Folk & Folk Rock               | Odd Børretzen og Lars Martin Myhre | Vintersang                 |
| classe aperta                  | Nils Petter Molvær                 | Kmher                      |
| musica per bambini             | Petter Moen og Øyvind Gravdal      | Livet i Lyriaka            |
| musica tradizionale            | Ragnhild Furholt                   | Segner syng                |
| Dance Orchestra/folk norvegese | Gluntan                            | Levandes live              |
| canzone dell'anno              | Espen Lind                         | When Susannah Cries        |
| artista dell'anno              | Espen Lind                         |                            |
| Miglior artista esordiente     | Locomotives                        | Spin                       |
| Spellemann dell'anno           | Bjørn Eidsvåg                      |                            |
| premio d'onore della giuria    | Lene Nystrøm                       |                            |

### 1998

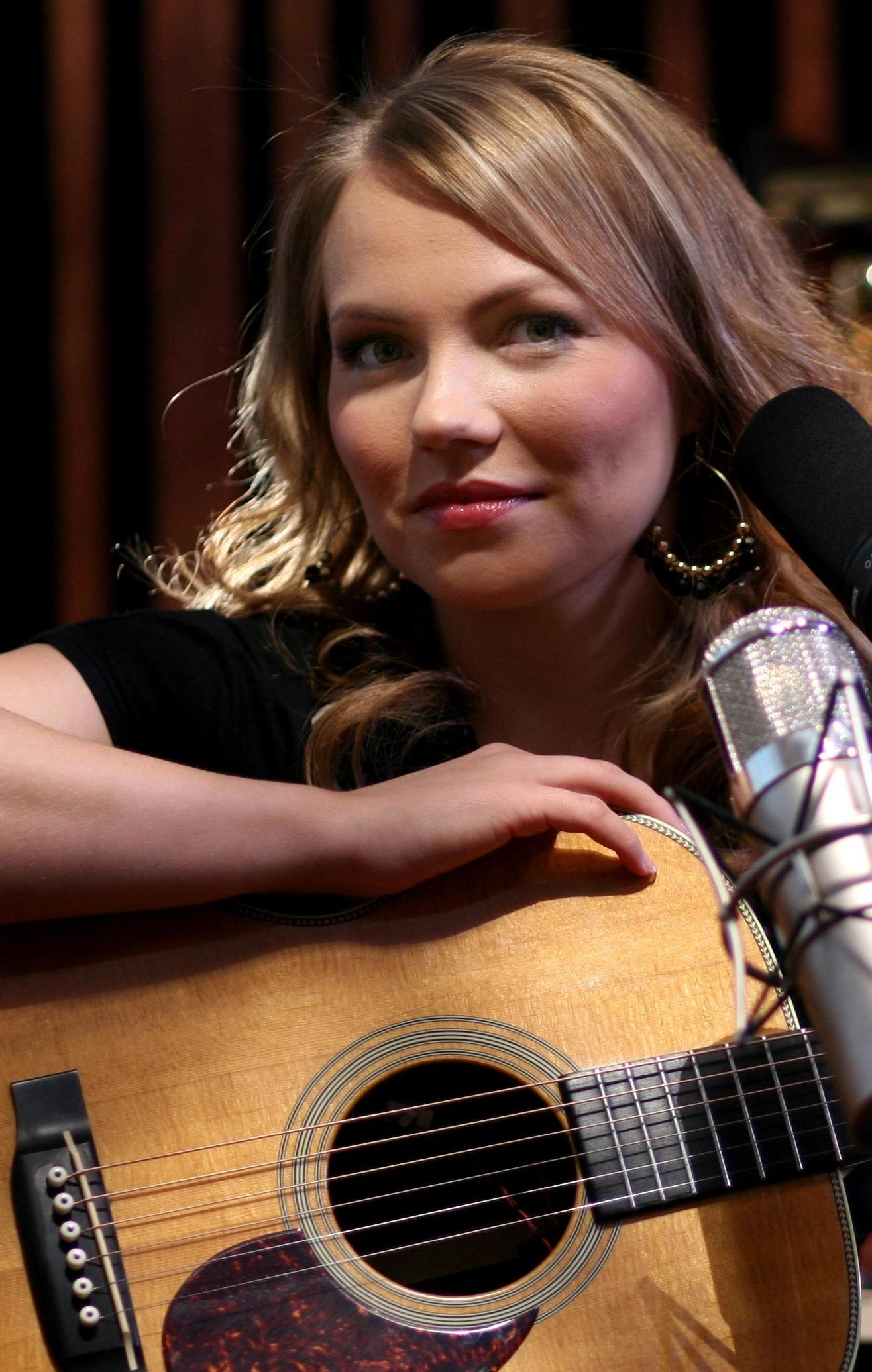
Lene Marlin vincitrice del premio per la migliore canzone del 1998

| Categoria                      | Artista                                         | Titolo                         |
| ------------------------------ | ----------------------------------------------- | ------------------------------ |
| artista Pop                    | Bertine Zetlitz                                 | Morbid Latenight Show          |
| Pop Band                       | D'Sound                                         | Beauty Is a Blessing           |
| Jazz                           | Espen Rud Sextett                               | Rudlende                       |
| Rock                           | Midnight Choir                                  | Amsterdam Stranded             |
| Hard Rock                      | Covenant                                        | Nexus Polaris                  |
| Folk & Folk Rock               | Vamp                                            | Flua på veggen                 |
| Dance                          | Päronsoda                                       | A Nightclub in Tunisia         |
| musica classica                | Solveig Kringlebotn                             | Black Roses                    |
| musica contemporanea           | Oslo Philharmonic                               | Lasse Thoresen: The Sonic Mind |
| Dance Orchestra/folk norvegese | Picazzo                                         | Blanke ark                     |
| classe aperta                  | Sidsel Endresen & Bugge Wesseltoft              | Duplex Ride                    |
| musica per bambini             | Gamlebyen skoles elever                         | Syng som småfolk               |
| musica tradizionale            | Bjarne Herrefoss/Knut Hamre/Hallvard T. Bjørgum | Toneflaum                      |
| canzone dell'anno              | Lene Marlin                                     | Unforgivable Sinner            |
| artista dell'anno              | Vidar Busk                                      | I Came Here To Rock            |
| Miglior artista esordiente     | Bertine Zetlitz                                 | Morbid Latenight Show          |
| Spellemann dell'anno           | Leif Ove Andsnes                                |                                |
| premio d'onore della giuria    | Ole Paus                                        |                                |

### 1999

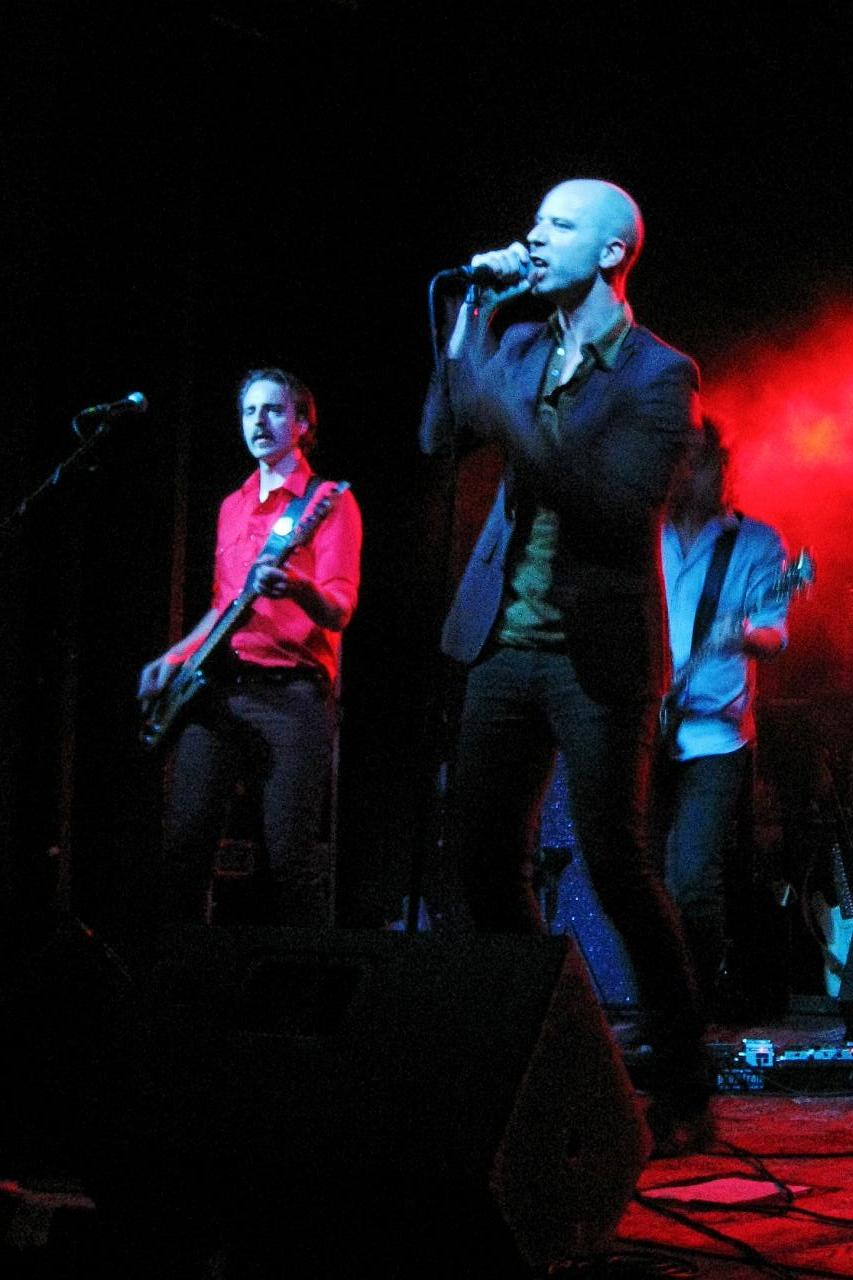
Madrugada, vincitore di 5 Spellemannprisen, in un concerto del 2008

| Categoria                   | Artista                                                        | Titolo                                       |
| --------------------------- | -------------------------------------------------------------- | -------------------------------------------- |
| artista Pop                 | Lene Marlin                                                    | Playing My Game                              |
| Pop Band                    | Savoy                                                          | Mountains of Time                            |
| Jazz                        | Karin Krog & John Surman                                       | Bluesand                                     |
| Rock                        | Madrugada                                                      | Industrial Silence                           |
| Hard Rock                   | The Kovenant                                                   | Animatronic                                  |
| Dance                       | Palace of Pleasure                                             | Popaganda                                    |
| Folk & Folk Rock            | Jan Eggum                                                      | Deilig                                       |
| musica classica             | Truls Mørk                                                     | Elgar; Cellokonsert og Britten; Cellosymfoni |
| musica contemporanea        | Oslo Philharmonic, Det Norske Kammerorkester, Oslo Sinfonietta | Rolf Wallin: Boyl                            |
| Dance Orchestra             | Ole Ivars                                                      | Ole Ivars i 2000                             |
| classe aperta               | Krøyt                                                          | Low                                          |
| musica per bambini          | Diverse Artister (NRK)                                         | Jul i Blåfjell                               |
| musica tradizionale         | Kvarts                                                         | Kvarts                                       |
| Musical Video Award         | Babel Fish                                                     | Light of Day                                 |
| canzone dell'anno           | Lene Marlin                                                    | Sitting Down Here                            |
| artista dell'anno           | Lene Marlin                                                    |                                              |
| Miglior artista esordiente  | Lene Marlin                                                    | Playing My Game                              |
| Spellemann dell'anno        | Ole Ivars                                                      |                                              |
| premio d'onore della giuria | Sven Nyhus                                                     |                                              |

### 2000

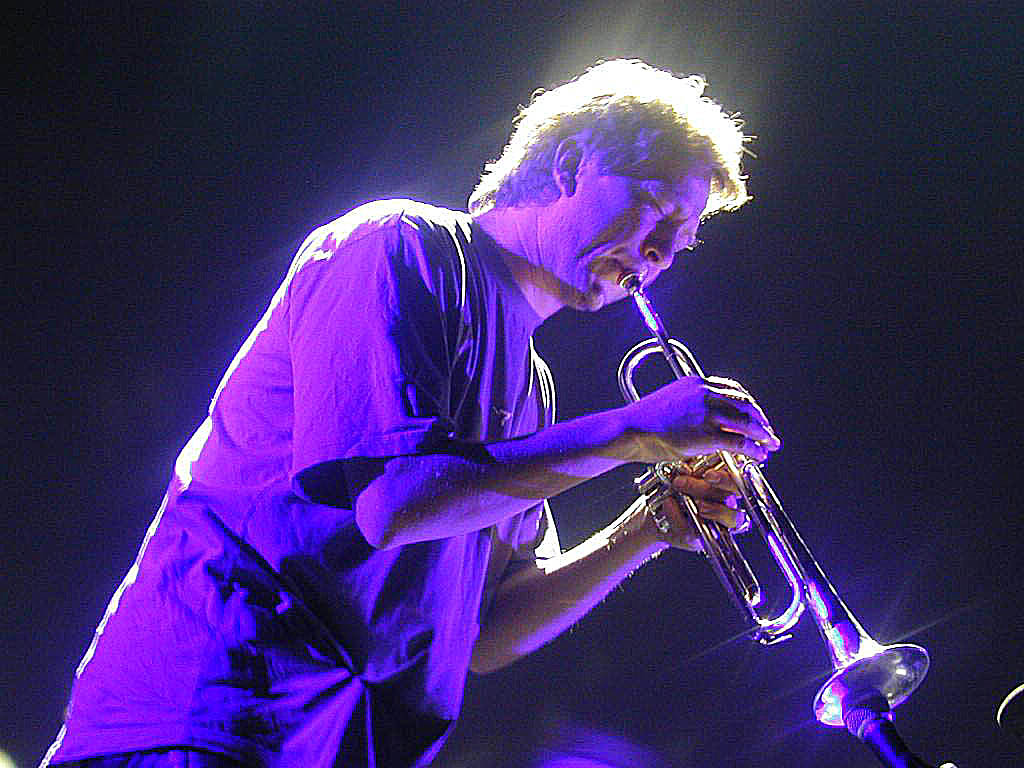
Il trombettista e compositore pluripremiato Nils Petter Molvær

| Categoria                   | Artista                                       | Titolo                             |
| --------------------------- | --------------------------------------------- | ---------------------------------- |
| artista Pop                 | Bertine Zetlitz                               | Beautiful So Far                   |
| Pop Band                    | Briskeby                                      | Jeans for Onassis                  |
| Jazz                        | Petter Wettre & Per Oddvar Johansen           | The Only Way to Travel             |
| Rock                        | Motorpsycho                                   | Let Them Eat Cake                  |
| Hard Rock                   | Sensa Anima                                   | Sin Thatic                         |
| Dance/hip-hop               | Biosphere                                     | Cirque                             |
| Folk & Folk Rock            | Kari, Ola og Lars Bremnes                     | Soløye                             |
| musica classica             | Leif Ove Andsnes og Det Norske Kammerorkester | Haydn: Pianokonsert nr. 3, 4 og 11 |
| musica contemporanea        | Kenneth Karlsson                              | Sofferte Onde Serene               |
| Dance Orchestra             | Ole Ivars                                     | Medisin mot det meste              |
| classe aperta               | Nils Petter Molvær                            | Solid Ether                        |
| musica per bambini          | Asgeir                                        | Fritt fram                         |
| musica tradizionale         | Håkon Høgemo                                  | Solo                               |
| video musicale dell'anno    | a-ha                                          | Velvet                             |
| canzone dell'anno           | Briskeby                                      | Propaganda                         |
| artista dell'anno           | Briskeby                                      | Jeans for Onassis                  |
| Miglior artista esordiente  | Briskeby                                      | Jeans for Onassis                  |
| Spellemann dell'anno        | Herborg Kråkevik                              |                                    |
| premio d'onore della giuria | a-ha                                          |                                    |
| Sector award                | Kjell Hillveg                                 |                                    |

### 2001

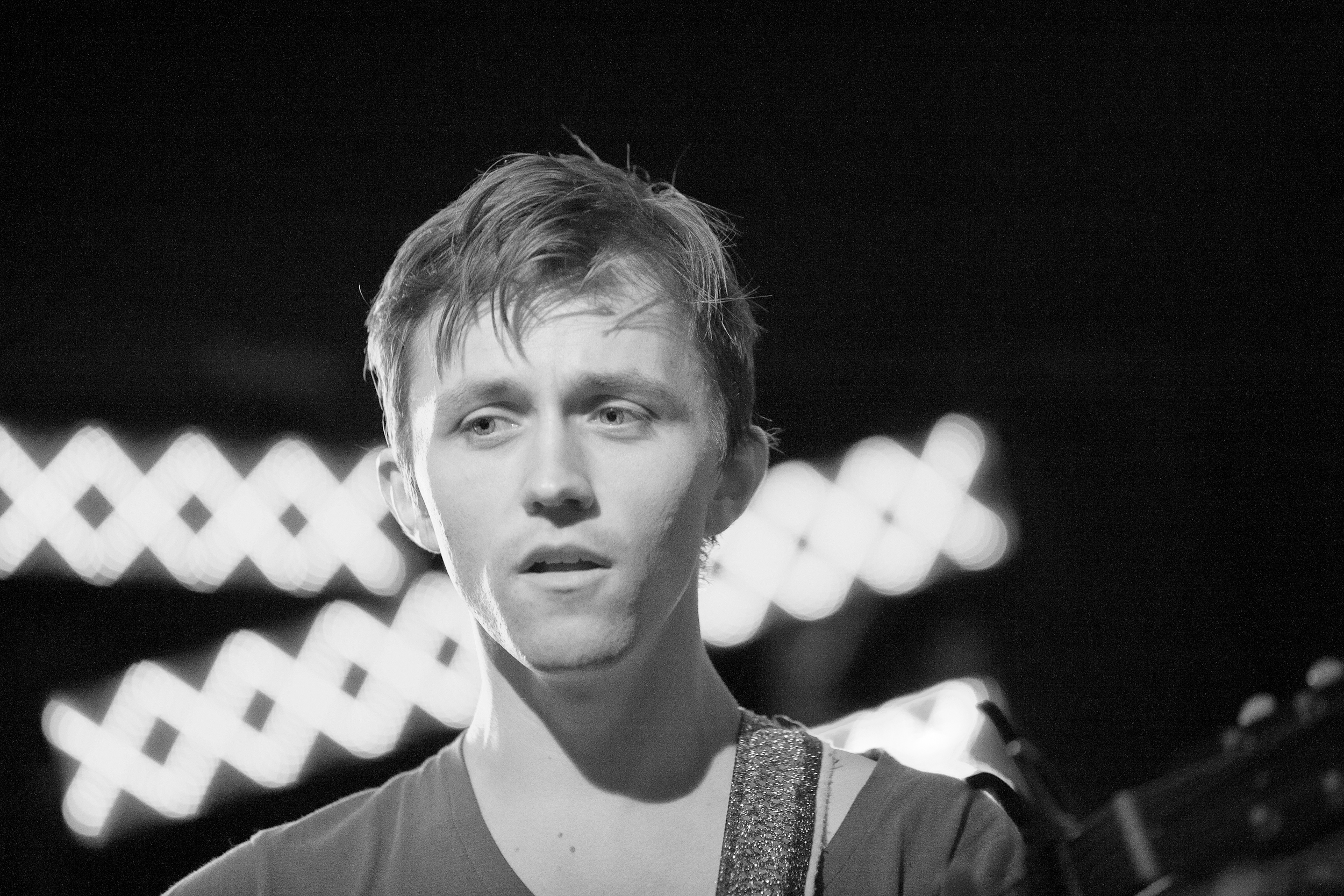
Sondre Lerche, miglior artista esordiente del 2001

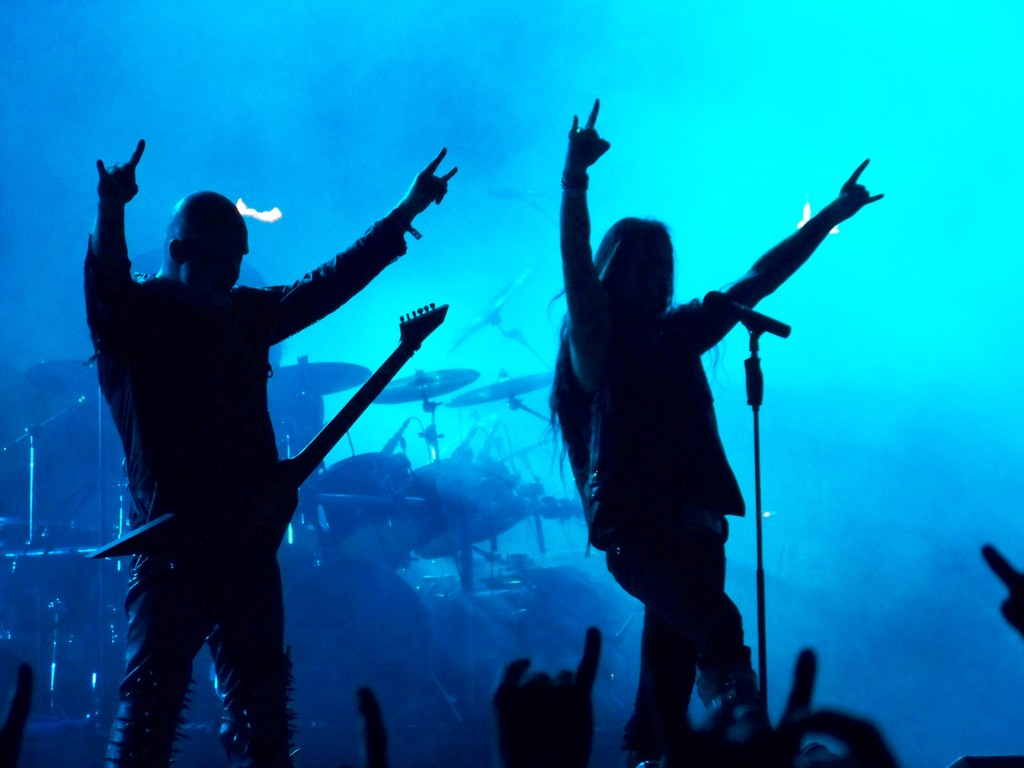
I Dimmuborgir, miglior artista metal del 2001

| Categoria                          | Artista                           | Titolo                               |
| ---------------------------------- | --------------------------------- | ------------------------------------ |
| artista Pop                        | Morten Abel                       | I'll Come Back and Love You Forever  |
| Pop Band                           | Savoy                             | Reasons to Stay Indoors              |
| Jazz                               | Urban Connection                  | Urban Connection                     |
| Rock                               | Kaizers Orchestra                 | Ompa til du dør                      |
| Elettronica                        | Röyksopp                          | Melody A.M.                          |
| Blues                              | Bjørn Berge                       | Stringmachine                        |
| Metal                              | Dimmu Borgir                      | Puritanical Euphoric Misanthropia    |
| Folk album                         | Halvdan Sivertsen                 | Tvil, håp og kjærlighet              |
| Hip-hop                            | Klovner i kamp                    | Bjølsen hospital                     |
| musica classica                    | Rolf Lislevand                    | Alfabeto                             |
| musica contemporanea               | Peter Herresthal                  | Arne Nordheim; Complete Violin Music |
| Dance Orchestra                    | Scandinavia                       | De aller beste «live»                |
| classe aperta                      | Anja Garbarek                     | Smiling & Waving                     |
| musica per bambini                 | Uhu! (NRK)                        | Uhu!                                 |
| musica tradizionale/folk norvegese | Per Sæmund Bjørkum                | Berg og vatn                         |
| video musicale dell'anno           | Röyksopp                          | Eple                                 |
| canzone dell'anno                  | Morten Abel                       | I'll Come Back and Love You Forever  |
| Miglior artista esordiente         | Sondre Lerche                     | Faces Down                           |
| Spellemann dell'anno               | Morten Abel                       |                                      |
| Migliore hit norvegese di sempre   | Odd Børretzen & Lars Martin Myhre | Noen ganger er det all right         |

### 2002

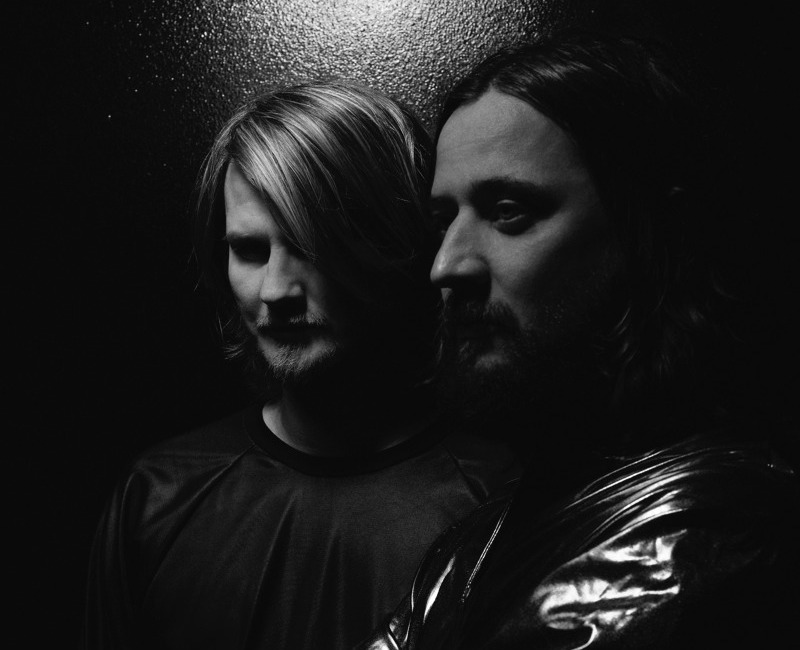
Premio Spellemann del 2002 e miglior video dell'anno 2002 Röyksopp

| Categoria                          | Artista                             | Titolo                            |
| ---------------------------------- | ----------------------------------- | --------------------------------- |
| Jazz                               | Come Shine                          | Do Do That Voodoo                 |
| Rock                               | Madrugada                           | Grit                              |
| Folk                               | Odd Børretzen & Lars Martin Myhre   | Kelner!                           |
| Blues                              | Bjørn Berge                         | Illustrated Man                   |
| Metal                              | Satyricon                           | Volcano                           |
| Hip-Hop                            | Paperboys                           | No Cure for Life                  |
| artista Pop                        | Thomas Dybdahl                      | ...That Great October Sound       |
| Pop Band                           | Ephemera                            | Balloons and Champagne            |
| Elettronica                        | Salvatore                           | Tempo                             |
| musica classica                    | Leif Ove Andsnes                    | Schubert; Pianosonate A-Dur D 959 |
| musica contemporanea               | Frode Haltli                        | Looking on Darkness               |
| Dance Orchestra                    | Dænsebændet                         | Får vi lov?                       |
| classe aperta                      | Sidsel Endresen & Bugge Wesseltoft  | Out Here, In There                |
| musica per bambini                 | Uhu! (NRK)                          | Uhu! Vol. 2                       |
| musica tradizionale/folk norvegese | Øyonn Groven Myhren & Odd Nordstoga | Nivelkinn                         |
| video musicale dell'anno           | Röyksopp                            | Remind Me                         |
| canzone dell'anno                  | Bjørn Eidsvåg                       | Mysteriet deg                     |
| Miglior artista esordiente         | Gåte                                | Jygri                             |
| Spellemann dell'anno               | Röyksopp                            |                                   |

### 2003
| Categoria                          | Artista                     | Titolo                                |
| ---------------------------------- | --------------------------- | ------------------------------------- |
| artista femminile pop              | Bertine Zetlitz             | Sweet Injections                      |
| artista maschile pop               | Magnet                      | On Your Side                          |
| Pop band                           | Ephemera                    | Air                                   |
| Jazz                               | Atomic                      | Boom Boom                             |
| Elettronica                        | Xploding Plastix            | The Donca Matic Singalongs            |
| Rock                               | Turboneger                  | Scandinavian Leather                  |
| Blues/country                      | Vidar Busk                  | Love Buzz                             |
| Folk                               | Erik Bye og Marinemusikken  | I dur og brott                        |
| musica classica                    | Leif Ove Andsnes            | Grieg/Schumann: Piano Concertos       |
| musica contemporanea               | Hans-Kristian Kjos Sørensen | Open                                  |
| Dance Orchestra                    | Ole Ivars                   | Hverdag & fest                        |
| Metal                              | Dimmu Borgir                | Death Cult Armageddon                 |
| Hip-hop                            | Equicez                     | State of Emergency – Generation Equiz |
| classe aperta                      | Niko Valkeapää              | Niko Valkeapää                        |
| musica per bambini                 | Hege Rimestad/Geirr Lystrup | Fly som en stein                      |
| musica tradizionale/folk norvegese | Majorstuen                  | Majorstuen                            |
| video musicale dell'anno           | Kaizers Orchestra           | Evig pint                             |
| canzone dell'anno                  | Kurt Nilsen                 | She's So High                         |
| Miglior artista esordiente         | Julian Berntzen             | Waffytown                             |
| Spellemann dell'anno               | Silje Nergaard              |                                       |
| premio d'onore della giuria        | Wenche Myhre                |                                       |

### 2004

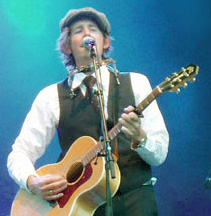
Odd Nordstoga ha vinto uno Spellemannprisen nel 2002 e uno nel 2004

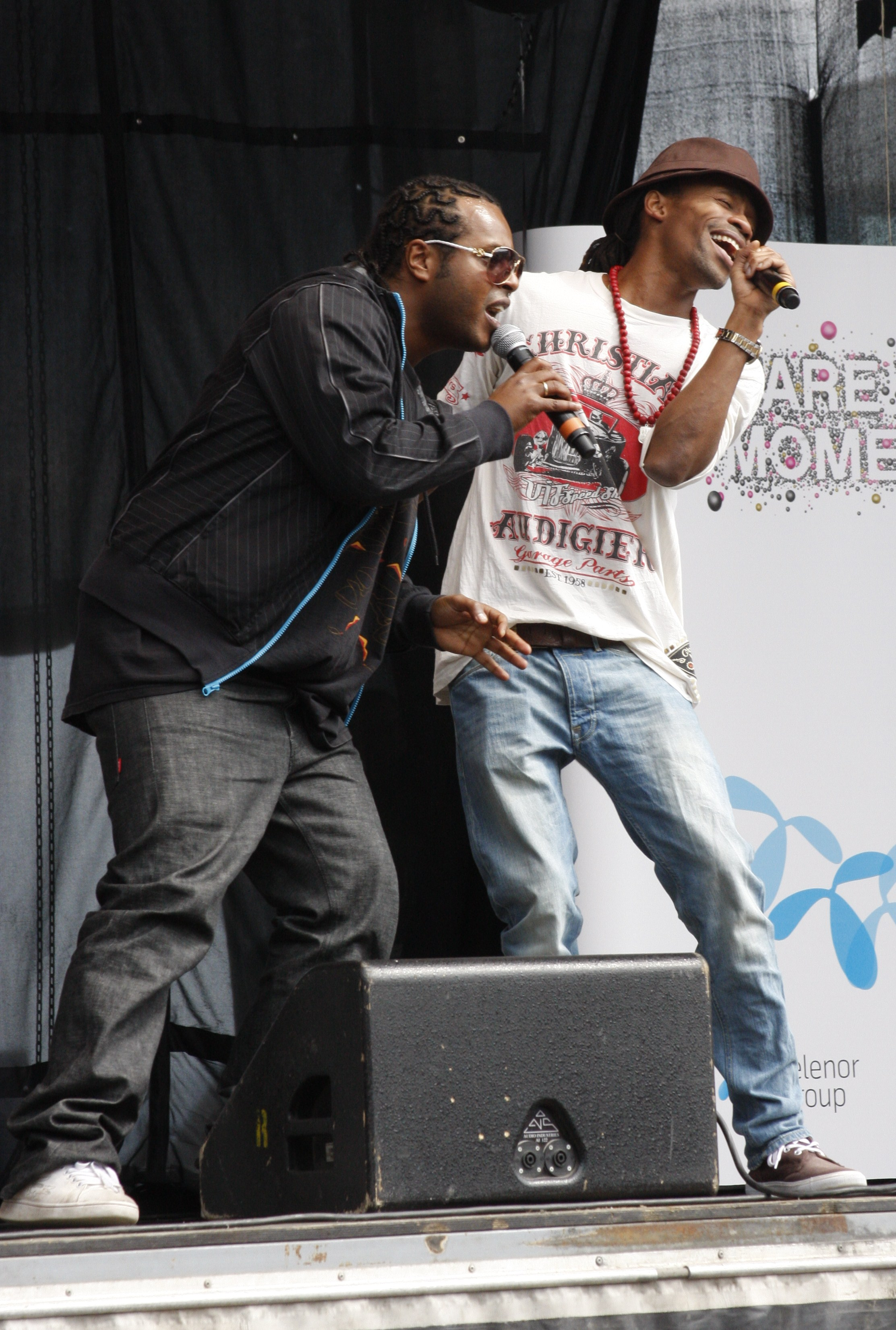
Il duo Madcon in un concerto del 2010

| Categoria                          | Artista                        | Titolo                                        |
| ---------------------------------- | ------------------------------ | --------------------------------------------- |
| artista femminile                  | Sissy Wish                     | You May Breathe...                            |
| artista maschile                   | Odd Nordstoga                  | Luring                                        |
| Pop band                           | The National Bank              | The National Bank                             |
| Jazz                               | Solveig Slettahjell            | Silver                                        |
| Elettronica/Musica contemporanea   | Lars Horntveth                 | Pooka                                         |
| Rock                               | We                             | Smugglers                                     |
| Blues/country                      | Knut Reiersrud                 | Pretty Ugly                                   |
| Metal/Heavy rock                   | Enslaved                       | Isa                                           |
| classe aperta                      | Frode Fjellheim                | Aejlies Gaaltije – The Sacred Source          |
| Hip-hop/RnB                        | Madcon                         | It's All a MadCon                             |
| Folk                               | Kaia Huuse                     | Trist og fint                                 |
| musica classica                    | Grieg Trio                     | Dvorak: Complete Piano Trios                  |
| Dance Orchestra                    | Ole Ivars                      | Heldiggriser                                  |
| musica per bambini                 | Eva Trones                     | Lille Bille                                   |
| musica tradizionale/folk norvegese | Vidar Lande & Gunhild Tømmerås | Sordølen – Slåtter og Slåttestev fra Setesdal |
| video musicale dell'anno           | Margaret Berger                | Lifetime Guarantee                            |
| tormentone dell'anno               | Kurt Nilsen                    | My Street                                     |
| Miglior artista esordiente         | Annie                          | Anniemal                                      |
| Spellemann dell'anno               | Odd Nordstoga                  |                                               |

### 2005
| Categoria                            | Artista                                      | Titolo                             |
| ------------------------------------ | -------------------------------------------- | ---------------------------------- |
| artista femminile                    | Ane Brun                                     | A Temporary Dive                   |
| artista maschile                     | Robert Post                                  | Robert Post                        |
| Pop band                             | Röyksopp                                     | The Understanding                  |
| Jazz                                 | Hans Mathisen                                | Quiet Songs                        |
| Elettronica                          | Alog                                         | Miniatures                         |
| musica contemporanea                 | Nils Henrik Asheim                           | 19 March 2004, Oslo Cathedral      |
| Rock                                 | Madrugada                                    | The Deep End                       |
| Blues                                | Kåre Virud Band                              | Ild og vann                        |
| classe aperta                        | Nils Petter Molvær                           | Er                                 |
| Country                              | The Respatexans                              | Shine On                           |
| Metal                                | Audrey Horne                                 | No Hay Banda                       |
| Folk                                 | Vamp                                         | Siste stikk                        |
| Hip Hop/R'n'B                        | Paperboys                                    | When Worlds Collide                |
| musica classica/musica contemporanea | Leif Ove Andsnes                             | Rachmaninov: Piano Concertos 1 & 2 |
| Dance Orchestra                      | Ole Ivars                                    | Vi tar det tel manda'n             |
| musica per bambini                   | Geirr Lystrup                                | Sangen om Yebo                     |
| musica tradizionale/folk norvegese   | Sigrid Moldestad/Einar Mjølsnes/Håkon Høgemo | Gamaltnymalt                       |
| Best album cover                     |                                              |                                    |
| tormentone dell'anno                 | Madrugada & Ane Brun                         | Lift me                            |
| video musicale dell'anno             | Robert Post                                  | Got None                           |
| Miglior artista esordiente           | Marthe Valle                                 | It's a Bag of Candy                |
| Spellemann dell'anno                 | Madrugada                                    |                                    |
| premio d'onore della giuria          | Terje Rypdal                                 |                                    |
| Sector award                         | Sæmund Fiskvik                               |                                    |
| Sector award                         | Jan Paulsen                                  |                                    |

### 2006

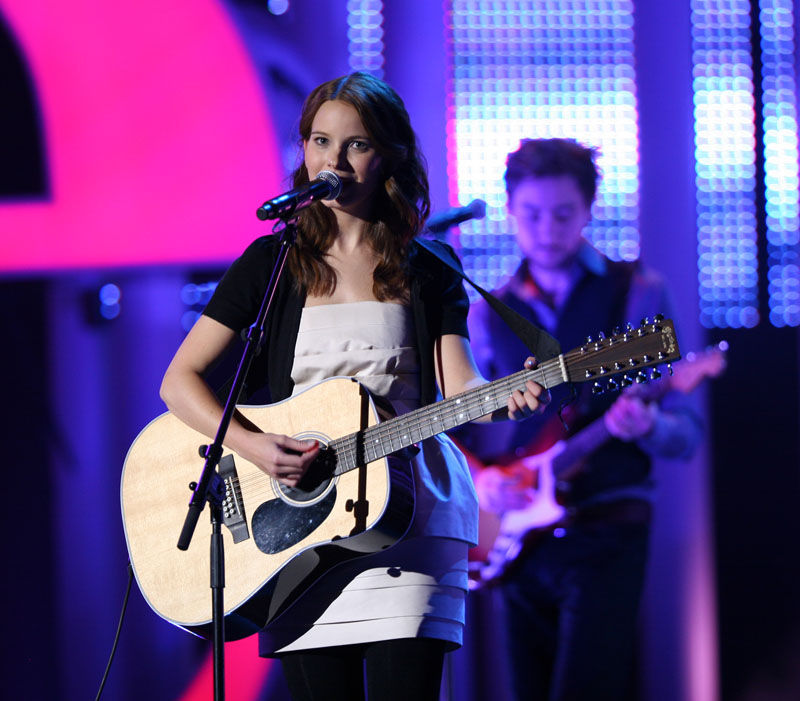
Marit Larsen durante il concerto del premio Nobel per la Pace del 2008

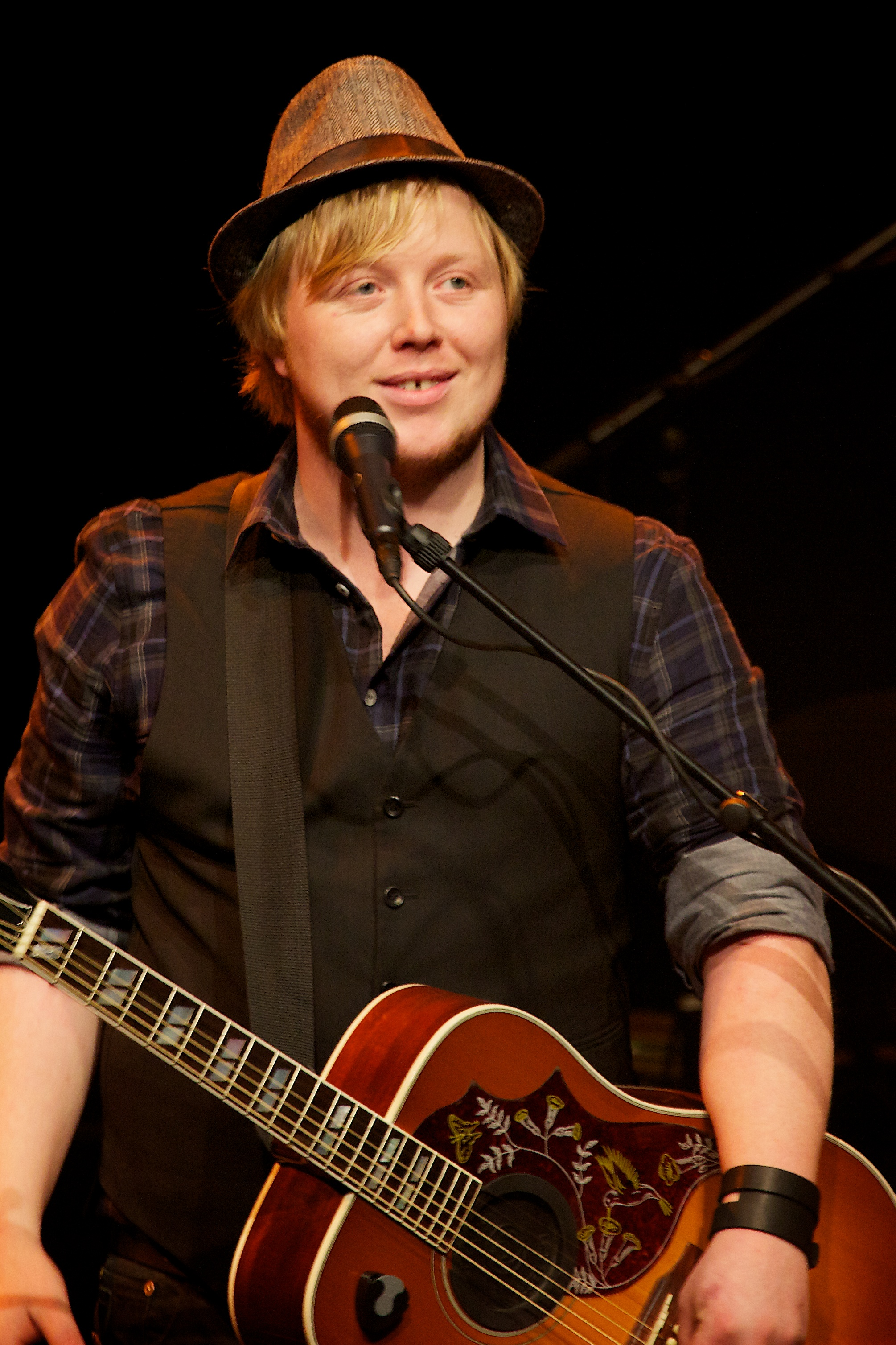
Kurt Nilsen in un'esibizione del 2010

| Categoria                          | Artista                                                  | Titolo                                  |
| ---------------------------------- | -------------------------------------------------------- | --------------------------------------- |
| artista femminile                  | Marit Larsen                                             | Under the Surface                       |
| artista maschile                   | Thomas Dybdahl                                           | Science                                 |
| Pop band                           | Minor Majority                                           | Reasons to Hang Around                  |
| Elettronica                        | Lindstrøm                                                | It's a Feedelity Affair                 |
| musica contemporanea               | Grex Vocalis og KORK                                     | Arne Nordheim: Draumkvedet              |
| Jazz                               | Atomic                                                   | Happy New Ears!                         |
| Rock                               | 120 Days                                                 | 120 Days                                |
| Blues                              | Rita Engedalen                                           | Heaven Ain't Ready for Me Yet           |
| Country                            | Ila Auto                                                 | If You Keep Pickin' it Might Never Heal |
| Metal                              | Enslaved                                                 | Ruun                                    |
| Hip hop                            | Darkside of the Force                                    | El dia de los puercos                   |
| Folk                               | Lars Bremnes                                             | Hjertekaptein                           |
| musica classica                    | Marianne Thorsen/Trondheim Soloists                      | Mozart: Violin Concertos                |
| Dance Orchestra                    | Scandinavia                                              | Alle mann til pumpene                   |
| classe aperta                      | Hanne Hukkelberg                                         | Rykestrasse 68                          |
| musica per bambini                 | Jul i Svingen (Various artists)                          | Jul i Svingen                           |
| musica tradizionale/folk norvegese | Kvarts                                                   | Steinsprang                             |
| video musicale dell'anno           | Marit Larsen                                             | Don't Save Me                           |
| tormentone dell'anno               | Espen Lind, Kurt Nilsen, Alejandro Fuentes og Askil Holm | Hallelujah                              |
| Miglior artista esordiente         | 120 Days                                                 | 120 Days                                |
| Spellemann dell'anno               | Vamp                                                     |                                         |
| premio d'onore della giuria        | Åge Aleksandersen, Bjørn Eidsvåg og Sissel Kyrkjebø      |                                         |
| Sector award                       | Stargate                                                 |                                         |

### 2007
| Categoria                          | Artista                          | Titolo                               | Etichetta                |
| ---------------------------------- | -------------------------------- | ------------------------------------ | ------------------------ |
| artista femminile                  | Susanne Sundfør                  | Susanne Sundfør                      | MBN                      |
| artista maschile                   | Magnet                           | The Simple Life                      | Sony BMG                 |
| Pop band                           | Superfamily                      | Warszawa                             | Propeller Rec.           |
| Elettronica                        | Salvatore                        | Days of Rage                         | Racing Junior            |
| musica contemporanea               | Kari Rønnekleiv / Ole-Henrik Moe | Ciaccona/3 Persephone Perceptions    | Rune Grammofon           |
| Jazz                               | Petter Wettre                    | Fountain of Youth                    | Household Records        |
| Rock                               | My Midnight Creeps               | Histamin                             | MMC Records              |
| Blues                              | Grande                           | Uppers, Downers, Screamers & Howlers | Fabuloso Records         |
| Country                            | Hellbillies                      | Spissrotgang                         | EMI Music Norway         |
| Metal                              | Mayhem                           | Ordo Ad Chao                         | Season Of Mist           |
| Hip hop                            | Madcon                           | So Dark the Con of Man               | Bonner Amigo             |
| Folk                               | Henning Kvitnes                  | Stemmer i gresset                    | Bonnier Amigo/Scandicana |
| musica classica                    | Bergen Philharmonic Orchestra    | Prokofiev: Romeo & Juliet            | Bis Records AB           |
| Dance Orchestra                    | Anne Nørdsti                     | Livli' på låven                      | Tylden & Co              |
| classe aperta                      | Live Maria Roggen                | Circuit Songs                        | Jazzland                 |
| musica per bambini                 | Rasmus og Verdens Beste Band     | Kyssing e hæsli...                   | MBN                      |
| musica tradizionale/folk norvegese | Sigrid Moldestad                 | Taus                                 | Heilo                    |
| video musicale dell'anno           | Dimmu Borgir                     | «The Serpentine Offering»            | Nuclear Blast            |
| tormentone dell'anno               | Madcon                           | «Beggin'»                            | Bonner Amigo             |
| Miglior artista esordiente         | Tine Thing Helseth               | Haydn/Hummel/Albinoni/Neruda         | Simax Classics           |
| Spellemann dell'anno               | Hellbillies                      |                                      |                          |
| premio d'onore della giuria        | DumDum Boys                      |                                      |                          |
| Sector award                       | Rolf Løvland                     |                                      |                          |

### 2008

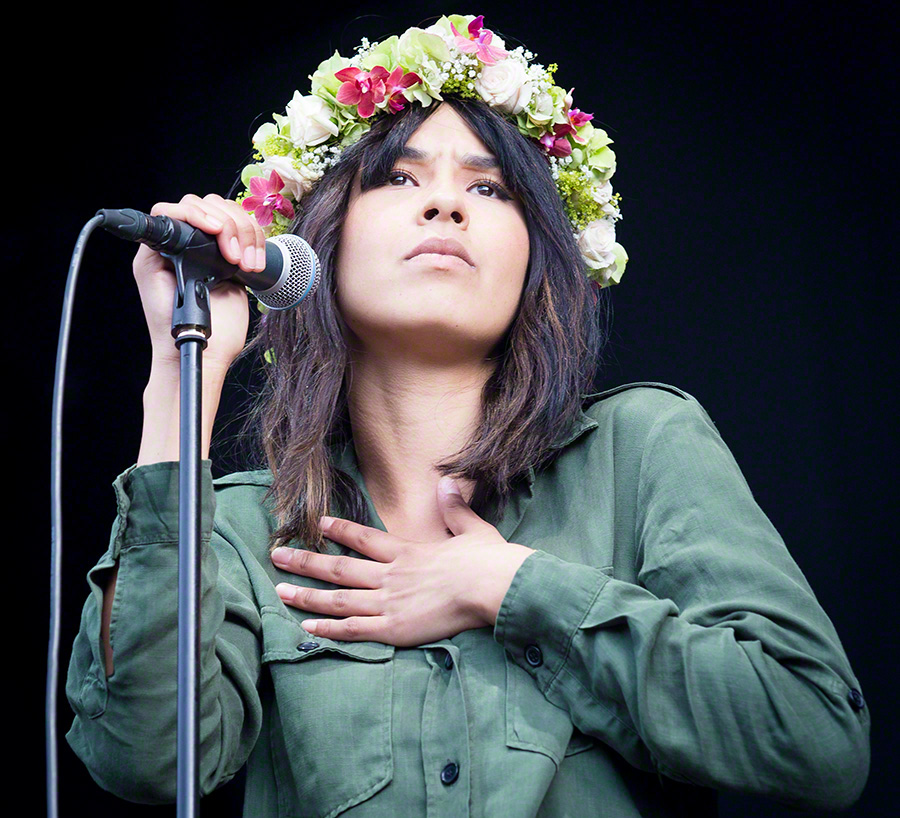
Maria Mena miglior artista femminile del 2008

| Categoria                           | Artista               | Titolo                                                         | Etichetta                  |
| ----------------------------------- | --------------------- | -------------------------------------------------------------- | -------------------------- |
| artista femminile                   | Maria Mena            | Cause and Effect                                               | Sony Music                 |
| artista maschile                    | Thom Hell             | God If I Saw Her Now                                           | Voices Of Wonder           |
| Pop band                            | Real Ones             | All for the Neighbourhood                                      | Warner Music               |
| Elettronica                         | Lindstrøm             | Where You Go I Go Too                                          | Smalltown Supersound       |
| musica contemporanea                | Ellen Ugelvik         | George Crumb: Makrokosmos I-II                                 | Simax Classics             |
| Jazz                                | Helge Lien Trio       | Hello Troll                                                    | Ozella/Musikklosen         |
| Rock                                | Lukestar              | Lake Toba                                                      | Phone Me                   |
| Blues                               | ORBO & The Longshots  | High Roller                                                    | Blue Mood/Grappa           |
| Country                             | Ida Jenshus           | Color of the Sun                                               | Universal Music            |
| Metal                               | Enslaved              | Vertebrae                                                      | Indie Recordings           |
| Hip-hop                             | Karpe Diem            | Fire vegger                                                    | Bonnier Music              |
| Folk                                | Halvdan Sivertsen     | Mellom oss                                                     | EMI Music Norway/Nordaførr |
| musica classica                     | Henning Kraggerud     | Eugéne Ysaÿe: Six Sonatas For Solo Violin                      | Simax Classics             |
| Dance Orchestra                     | Ingemars              | I Finnskogens rike                                             | Tylden & Co                |
| classe aperta                       | Farmers Market        | Surfin' USSR                                                   | Ipecac                     |
| musica per bambini                  | Trondheim Sinfonietta | Så rart...!                                                    | Øra Musikk as              |
| musica tradizionale/folk norvegese  | Gjermund Larsen Trio  | Ankomst                                                        | Heilo                      |
| Compositore contemporaneo dell'anno | Risto Holopainen      | «Garbage Collection»                                           | Mere Records               |
| Compositore popolare dell'anno      | Thom Hell             | Darling from the album God If I Saw Her Now                    | Voices of Wonder           |
| scrittore di testi                  | Odd Børretzen         | Paradise Bay from the album Syv sørgelige sanger og tre triste | BigBox Music               |
| tormentone dell'anno                | The BlackSheeps       | Oro jaska beana                                                |                            |
| Miglior artista esordiente          | Ida Maria             | Fortress Round My Heart                                        | Nightliner/Universal       |
| Spellemann dell'anno                | Espen Lind            |                                                                |                            |
| miglior esportatore                 | Madcon                |                                                                |                            |
| Greatest VG-list song               | a-ha                  | Take on Me                                                     |                            |
| Sector award                        | Audun Tylden          |                                                                |                            |

### 2009
| Categoria                           | Artista                                                                                  | Titolo                                               | Etichetta                                  |
| ----------------------------------- | ---------------------------------------------------------------------------------------- | ---------------------------------------------------- | ------------------------------------------ |
| artista femminile                   | Noora Noor                                                                               | Soul Deep                                            | Blue Mood Records                          |
| artista maschile                    | Sivert Høyem                                                                             | Moon Landing                                         | Hektor Grammofon                           |
| Pop band                            | Montée                                                                                   | Isle of Now                                          | Strømland Records                          |
| Elettronica                         | Röyksopp                                                                                 | Junior                                               | Virgin / EMI Music Norway                  |
| musica contemporanea                | Oslo Philharmonic Orchestra / Gupta og Szilvay m/ Herresthal, Birkeland, Bullock, Styffe | Low Jive                                             | Simax Classics                             |
| Jazz                                | Tord Gustavsens Ensemble                                                                 | Restored, Returned                                   | ECM                                        |
| Rock                                | John Olav Nilsen & Gjengen                                                               | For sant til å være godt                             | VME                                        |
| Blues                               | Reidar Larsen                                                                            | Kom inn te oss                                       | Blue Fingers Productions                   |
| Country                             | Tore Andersen                                                                            | Right Around the Corner                              | Wilma Records                              |
| Metal                               | The Cumshots                                                                             | A Life Less Necessary                                | Rodeostar Records                          |
| Hip-hop                             | Tommy Tee                                                                                | Studio-Time                                          | Tee Productions/Bonnier Amigo Music Norway |
| Folk                                | Tonje Unstad                                                                             | Æ ror aleina                                         | Echofisk                                   |
| musica classica                     | Vilde Frang                                                                              | Vilde Frang – Prokofiev & Sibelius: Violin Concertos | EMI Music Norway                           |
| Dance Orchestra                     | Vagabond                                                                                 | Vagabond                                             | Tylden & Co                                |
| classe aperta                       | Kristin Asbjørnsen                                                                       | The Night Shines Like the Day                        | Emarcy / Universal Music                   |
| musica per bambini                  | Malin Reitan                                                                             | Malin                                                | MBN / Universal Music                      |
| musica tradizionale/folk norvegese  | Olav Luksengård Mjelva                                                                   | Fele/Hardingfele, Røros/Hallingdal                   |                                            |
| Compositore contemporaneo dell'anno | Ruben S. Gjertsen                                                                        | Grains                                               | +3DB                                       |
| Compositore popolare dell'anno      | Svein Berge / Torbjørn Brundtland                                                        | Röyksopp; Junior                                     | Virgin / EMI Music Norway                  |
| canzone dell'anno                   | Kjartan Kristiansen / Aslak Dørum                                                        | DumDum Boys; Tidsmaskin                              | Oh Yeah! / EMI Music Norway                |
| tormentone dell'anno                | Donkeyboy                                                                                | Ambitions                                            |                                            |
| Miglior artista esordiente          | Donkeyboy                                                                                | Caught in a Life                                     | Warner Music                               |
| video musicale dell'anno            | Donkeyboy                                                                                | Ambitions                                            | regista: Kristoffer Borgli                 |
| Spellemann dell'anno                | Alexander Rybak                                                                          |                                                      |                                            |
| premio d'onore della giuria         | Jahn Teigen                                                                              |                                                      |                                            |
| Producer price                      | Yngve Sætre                                                                              |                                                      |                                            |
| Sector award                        | Barry Matheson                                                                           |                                                      |                                            |

### 2010

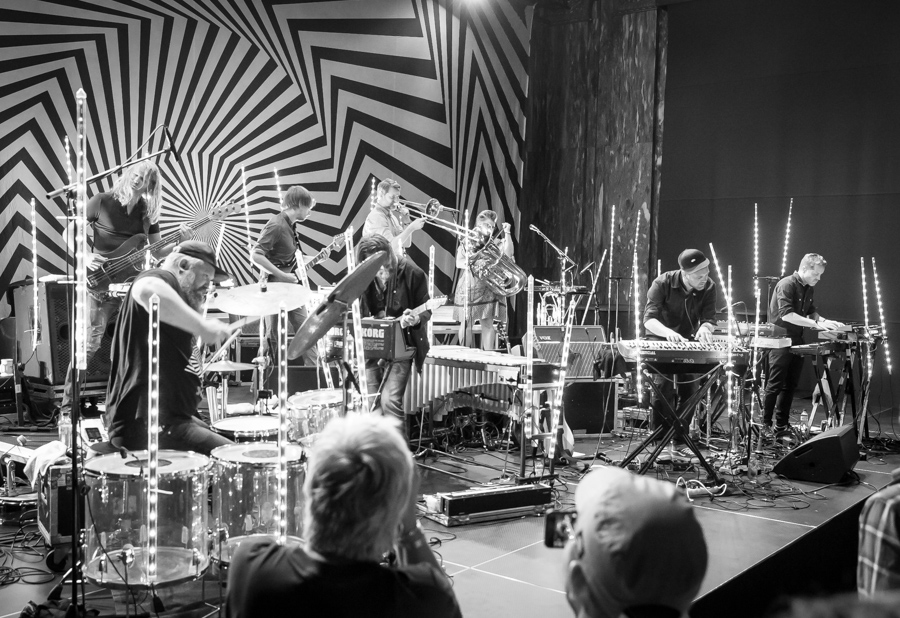
Jaga Jazzist, miglior artista nella classe aperta del 2010

| Categoria                           | Artista                      | Titolo                         | Etichetta                                      |
| ----------------------------------- | ---------------------------- | ------------------------------ | ---------------------------------------------- |
| artista femminile                   | Ingrid Olava                 | The Guest                      | Universal Music                                |
| artista maschile                    | Thom Hell                    | All Good Things                | Voices Music and Entertainment                 |
| Pop band                            | Kråkesølv                    | Bomtur til jorda               | Kråkesølv Plateselskapet / Grand Sport Records |
| Elettronica                         | Lindstrøm & Christabelle     | Real Life Is No Cool           | Smalltown Supersound                           |
| musica contemporanea                | Edvin Østergaard             | Die 7. Himmelrichtung          | Lawo Classics                                  |
| Jazz                                | Elephant9                    | Walk the Nile                  | Rune Grammofon                                 |
| Rock                                | Kvelertak                    | Kvelertak                      | Indie Recordings                               |
| Blues                               | Billy T Band                 | L.O.V.E. (Just a Silly Notion) | Big H Records                                  |
| Country                             | Ida Jenshus                  | No Guarantees                  | Universal Music                                |
| Metal                               | Enslaved                     | Axioma Ethica Odini            | Indie Recordings                               |
| Hip-hop                             | Lars Vaular                  | Helt om natten, helt om dagen  | Cosmos Music Group                             |
| Folk                                | Narum                        | Ælt som var søkk borte         | Warner Music Norway                            |
| musica classica                     | Trondheim Soloists           | In Folk Style                  | Lindberg Lyd / 2L                              |
| Dance Orchestra                     | Ole Ivars                    | Stjerneklart                   | Tylden & co                                    |
| classe aperta                       | Jaga Jazzist                 | One-Armed Bandit               | Universal Music                                |
| musica per bambini                  | Rasmus og Verdens Beste Band | Puppan te pappa                | MBO/MBN                                        |
| musica tradizionale/folk norvegese  | Unni Boksasp Ensemble        | Keramello                      | Øra Fonogram                                   |
| Compositore contemporaneo dell'anno | Nils Henrik Asheim           | Mazurka – remaking Chopin      | Lawo Classics                                  |
| Compositore popolare dell'anno      | Susanne Sundfør              | The Brothel                    | EMI Music Norway                               |
| scrittore di testi                  | Erik Fosnes Hansen           | Neste stasjon Grorud           | daWorks Records                                |
| tormentone dell'anno                | Madcon                       | Glow                           |                                                |
| video musicale dell'anno            | Yoga Fire                    | Superkul med kniv              |                                                |
| regista di video musicale dell'anno | Lasse Gretland               | Yoga Fire: Superkul med kniv   |                                                |
| fan dell'anno                       | Anne Lise Kasenborg (D.D.E.) |                                |                                                |
| innovatore dell'anno                | Lars Vaular                  |                                |                                                |
| Spellemann dell'anno                | Karpe Diem                   |                                |                                                |
| premio d'onore della giuria         | a-ha                         |                                |                                                |
| Producer award                      | Stargate                     |                                |                                                |

### 2011
| Categoria                                | Artista                                               | Titolo                                   | Etichetta                              |
| ---------------------------------------- | ----------------------------------------------------- | ---------------------------------------- | -------------------------------------- |
| artista femminile                        | Ane Brun                                              | It All Starts with One                   | Det Er Mine, Balloon Ranger Recordings |
| artista maschile                         | Jarle Bernhoft                                        | Solidarity Breaks                        | Universal Music                        |
| Pop band                                 | Team Me                                               | To the Treetops                          |                                        |
| musica contemporanea                     | Håkon Thelin                                          | Light                                    |                                        |
| Jazz                                     | Ola Kvernberg                                         | Liarbird                                 |                                        |
| Rock                                     | Honningbarna                                          | La alarmane gå                           |                                        |
| Blues                                    | Amund Maarud                                          | Electric                                 |                                        |
| Country                                  | Onkel Tuka                                            | Hvit honning                             |                                        |
| Metal                                    | Årabrot                                               | Solar Anus                               |                                        |
| Elettronica                              | Biosphere                                             | N-Plants                                 |                                        |
| Hip Hop                                  | Lars Vaular                                           | Du betyr meg                             |                                        |
| Folk                                     | Stein Torleif Bjella                                  | Vonde visu                               |                                        |
| musica classica                          | Leif Ove Andsnes/Christian Tetzlaff/Tanja Tetzlaff    | Schumann - Complete works for piano trio |                                        |
| scrittore di testi                       | Lars Vaular                                           | Du betyr meg                             |                                        |
| Compositore                              | Rolf Wallin (Bodø Sinfonietta/Eggen/Lundeng/Torjesen) | Wire and string                          |                                        |
| classe aperta                            | Bárut – Inga Juuso                                    | Bálggis                                  |                                        |
| musica per bambini                       | Tonje Unstad                                          | Mygga og flua                            |                                        |
| musica tradizionale/folk norvegese       | Ragnhild Furebotten                                   | Never on a Sunday                        |                                        |
| tormentone dell'anno                     | Plumbo                                                | Møkkamann                                |                                        |
| video musicale dell'anno                 | Envy                                                  | One Song (Regissør Jonas Meek Strømman)  |                                        |
| Miglior artista esordiente & Gramo grant | Jonas Alaska                                          | Jonas Alaska                             | Jansen plateproduksjon                 |
| innovatore dell'anno                     | Shining                                               |                                          |                                        |
| Spellemann dell'anno                     | Jarle Bernhoft                                        |                                          |                                        |
| premio d'onore della giuria              | Jan Eggum                                             |                                          |                                        |
| Producer Award                           | Kåre Vestrheim                                        |                                          |                                        |

### 2012

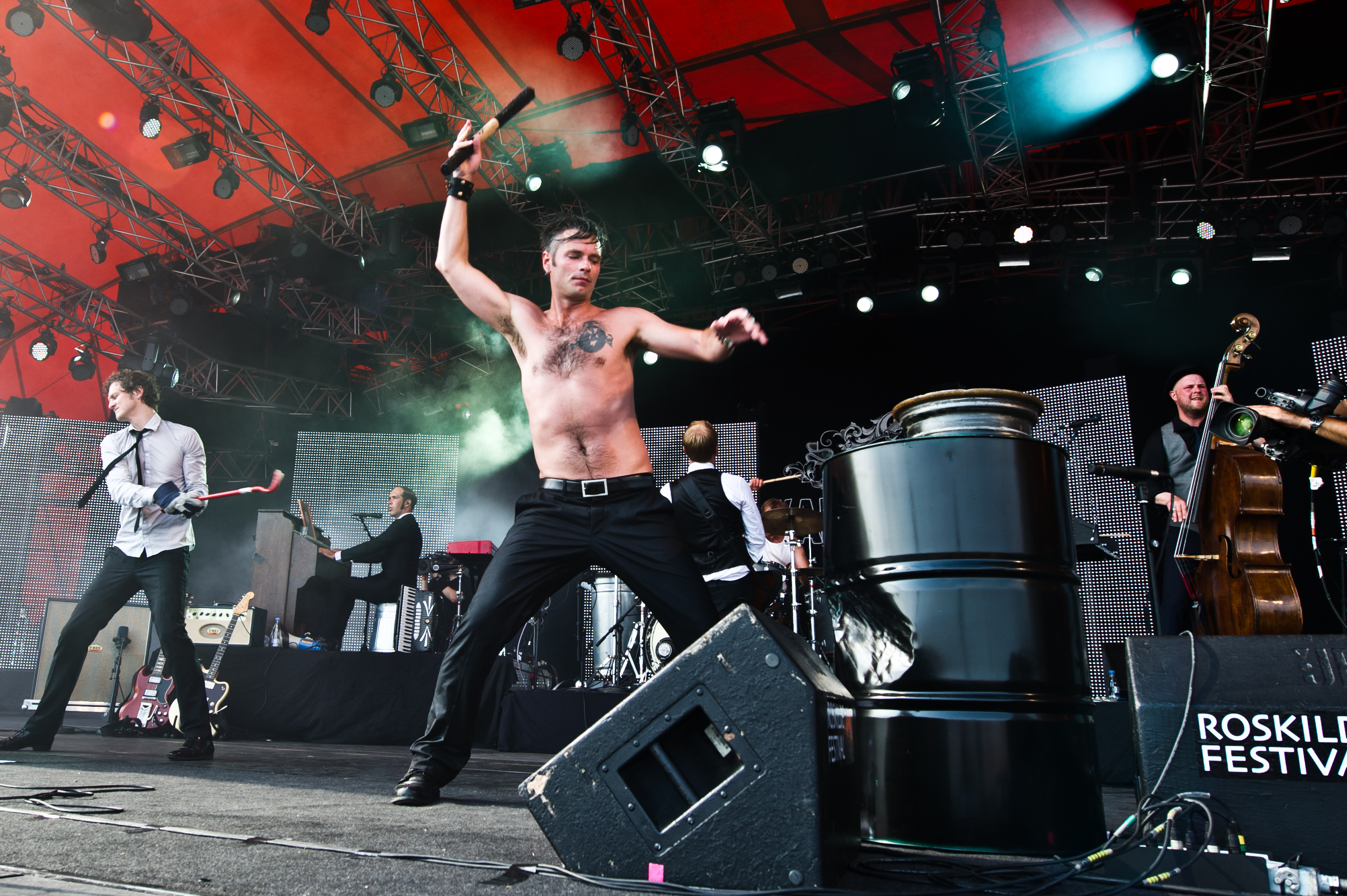
Premio Spellemann del 2012, Kaizers Orchestra

| Categoria                                      | Artista                           | Titolo                                                  | Etichetta        |
| ---------------------------------------------- | --------------------------------- | ------------------------------------------------------- | ---------------- |
| Metal                                          | Nekromantheon                     | Rise, Vulcan, Spectre                                   | Indie Recordings |
| Rock                                           | Tommy Tokyo                       | And the Horse Came Riderless                            | Warner Music     |
| Pop                                            | Karpe Diem                        | Kors på halsen, Ti kniver i hjertet, Mor og Far i døden |                  |
| Blues                                          | Billy T Band                      | Mo-Billy-T                                              |                  |
| musica da ballo                                | Pegasus                           | Forandringer                                            |                  |
| musica tradizionale/folk norvegese             | Ottar Kåsa                        | Ottar Kåsa                                              |                  |
| Elettronica                                    | Lindstrøm                         | Smalhans                                                |                  |
| Jazz                                           | Sidsel Endresen & Stian Westerhus | Didymoi Dreams                                          | Rune Grammofon   |
| musica per bambini                             | Christine Sandtorv                | Stjerneteller – Gullamanter                             |                  |
| musica classica                                | Leif Ove Andsnes                  | The Beethoven Journey Piano Conectors Nos 1&3           | Sony Classical   |
| musica contemporanea                           | Asamisimasa                       | Pretty Sound                                            |                  |
| Folk                                           | Tønes                             | Sån av salve                                            |                  |
| Country                                        | Ida Jenshus                       | Someone To Love                                         |                  |
| classe aperta                                  | Farmers Market                    | Slav to the Rhythm                                      | Division Records |
| scrittore di testi                             | Frank Tønnesen                    | Tønes: Sån av salve                                     |                  |
| Compositore                                    | Eivind Buene                      | Cikada: Possible Cities/Essentials Landscapes           |                  |
| Spellemann dell'anno                           | Kaizers Orchestra                 |                                                         |                  |
| Miglior artista esordiente & Gramo scholarship | LidoLido                          | Pretty Girls & Grey Sweaters                            |                  |
| tormentone dell'anno                           | Sirkus Eliassen & Ben Kinx        | «Æ vil bare dans»                                       |                  |
| video musicale dell'anno                       | Kaizers Orchestra                 | «Begravelsespolka» Director: Eivind Tolås               |                  |
| premio d'onore della giuria                    | Karin Krog                        |                                                         |                  |

### 2013
| Categoria                                      | Artista                            | Titolo                                                                   | Etichetta              |
| ---------------------------------------------- | ---------------------------------- | ------------------------------------------------------------------------ | ---------------------- |
| Metal                                          | Kvelertak                          | Meir                                                                     | Sony Music Scandinavia |
| Rock                                           | King Midas                         | Rosso                                                                    |                        |
| Pop                                            | Real Ones                          | Tonight Only Tonight / The Morning After                                 |                        |
| cantante Pop                                   | Monica Heldal                      | Boy From The North                                                       | Warner Music Norway    |
| Indie                                          | Young Dreams                       | Between Places                                                           |                        |
| Urban                                          | Don Martin                         | En Gang Romsåsgutt Alltid Romsåsgutt                                     |                        |
| Blues                                          | Gina Aspenes                       | Inertia                                                                  | Grappa Music           |
| musica da ballo                                | Hanne Mette Gunnarsrud             | Minner                                                                   |                        |
| musica tradizionale/folk norvegese             | Ingebjørg Bratland & Odd Nordstoga | Ottar Kåsa                                                               |                        |
| Elettronica/Dance                              | Ralph Myerz Band                   | Super Sonic Pulse                                                        |                        |
| Jazz                                           | Karin Krog & John Surman           | Songs About This And That                                                | Vossajazz              |
| musica per bambini                             | Kirsti Huke & Siri Gjære           | Tullkattesnutene: Vi Vil Ut På Byen                                      |                        |
| musica classica                                | Oslo Strykekvartett                | The Schubert Connection                                                  |                        |
| musica contemporanea                           | Christian Wallumrød Ensemble       | Outstairs                                                                | ECM Records            |
| Folk                                           | Moddi                              | Kæm Va Du?                                                               |                        |
| Country                                        | Bendik Brænne                      | How To Fake It In America                                                |                        |
| classe aperta                                  | Susanna & Ensemble Neon            | The Forester                                                             |                        |
| scrittore di testi                             | Frida Ånnevik                      | Ville Ord                                                                | Grappa Music           |
| Compositore                                    | Lars Petter Hagen                  | Oslo Filharmoniske Orkester/Rolf Gupta/Gjermund Larsen Lars Petter Hagen | Auroraa Music          |
| Spellemann dell'anno                           | Ole Paus                           |                                                                          |                        |
| Miglior artista esordiente & Gramo scholarship | Monica Heldal                      | Boy From The North                                                       | Warner Music Norway    |
| tormentone dell'anno                           | Ylvis                              | «The Fox»                                                                |                        |
| premio d'onore della giuria                    | Anne Grete Preus                   |                                                                          |                        |

### 2014

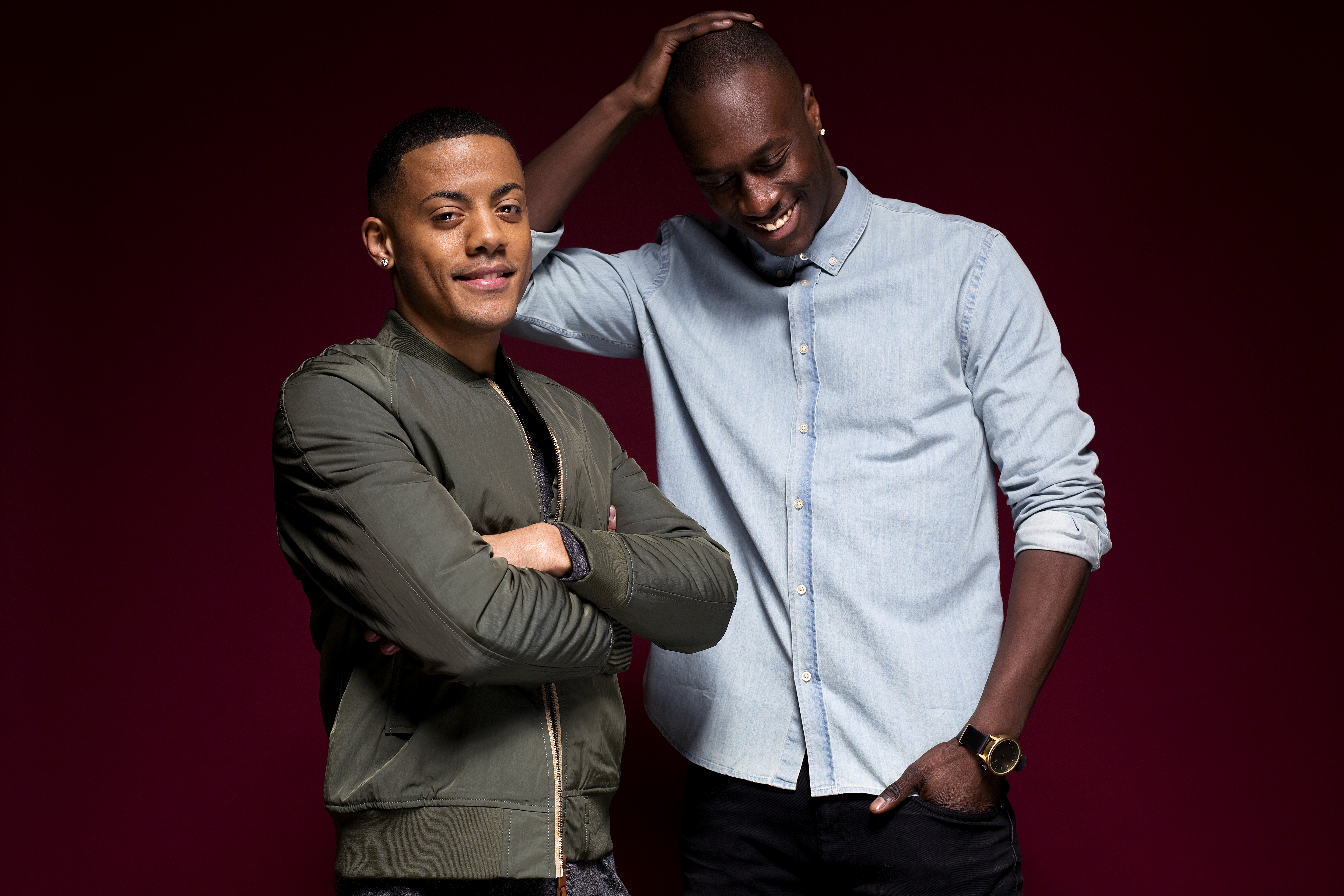
Premio Spellemann dell'anno 2014, Nico & Vinz.

| Categoria                                      | Artista                                         | Titolo                           |
| ---------------------------------------------- | ----------------------------------------------- | -------------------------------- |
| musica per bambini                             | Christine Sandtorv                              | Stjerneteller – Dinomaur         |
| Blues                                          | Daniel Eriksen                                  | Moonshine Hymns                  |
| Country                                        | Claudia Scott                                   | Follow the Lines                 |
| musica da ballo                                | Dænsebændet                                     | Med sans for dans                |
| Elettronica/dance                              | Mental Overdrive                                | Everything is Connected          |
| musica tradizionale/folk norvegese             | Gjermund Larsen                                 | Trønderbarokk                    |
| Indie                                          | Thea Hjelmeland                                 | Solar Plexus                     |
| Jazz                                           | Marius Neset / Trondheim Jazzorkester           | Lion                             |
| Classica                                       | Erlend Skomsvoll / Christian Ihle Hadland / 1B1 | Holberg Variations               |
| Metal                                          | Execration                                      | Morbid Dimensions                |
| Band Pop                                       | Highasakite                                     | Silent Treatment                 |
| Solista Pop                                    | Emilie Nicolas                                  | Like I'm a Warrior               |
| Rock                                           | The Cheaters                                    | Rites of Spring                  |
| Contemporanea                                  | Håkon Stene                                     | Lush Laments for Lazy Mammal     |
| Urban                                          | Store P                                         | Regnmannen                       |
| Ballate                                        | Ellen Sofie Hovland                             | Skandinavisk sjel                |
| classe aperta                                  | Jenny Hval & Susanna                            | Meshes of Voice                  |
| scrittore di testi                             | Siri Nilsen                                     | Skyggebokser                     |
| Compositore                                    | Ingrid Helene Håvik                             | Silent Treatment (M/Highasakite) |
| Spellemann dell'anno                           | Nico & Vinz                                     |                                  |
| Miglior artista esordiente & Gramo scholarship | Emilie Nicolas                                  | Like I'm a Warrior               |
| tormentone dell'anno                           | Admiral P feat. Nico D                          | «Engel»                          |
| premio d'onore della giuria                    | Morten Abel                                     |                                  |

### 2015

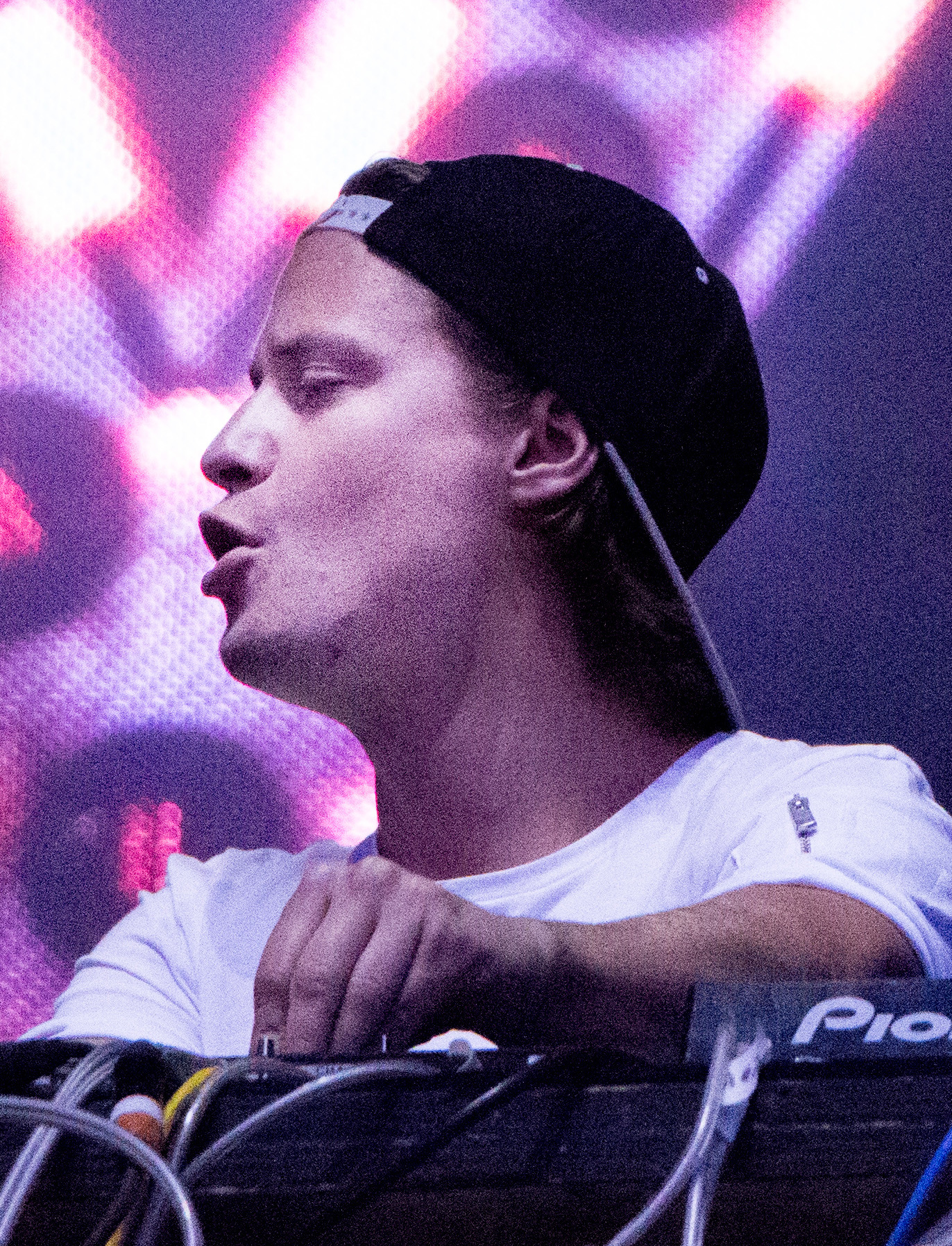
Kygo, Spellemann dell'anno 2015

| Categoria                                      | Artista                              | Titolo                                                                               |
| ---------------------------------------------- | ------------------------------------ | ------------------------------------------------------------------------------------ |
| Musica per bambini                             | Maj Britt Andersen                   | Væla omkring                                                                         |
| Blues                                          | Knut Reiersrud og Mighty Sam McClain | Tears of the World                                                                   |
| Country                                        | Erik Moll                            | Many Years to Go                                                                     |
| Musica da ballo                                | Gluntan                              | Gluntan 50 år                                                                        |
| Elettronica/dance                              | André Bratten                        | Gode                                                                                 |
| Musica tradizionale/folk norvegese             | Susanne Lundeng                      | 111 Nordalsslåtter – Hilsen Susanne Lundeng                                          |
| Indie                                          | The Megaphonic Thrift                | Sun Stare Sound                                                                      |
| Jazz                                           | Team Hegdal                          | Vol. 3                                                                               |
| Classica                                       | Rolf Lislevand                       | Scaramanzia                                                                          |
| Metal                                          | Kampfar                              | Profan                                                                               |
| Band Pop                                       | Bow To Each Other                    | My Heart is a Target                                                                 |
| Solista Pop                                    | Susanne Sundfør                      | Ten Love Songs                                                                       |
| Rock                                           | Beglomeg                             | Eurokrjem                                                                            |
| Contemporanea                                  | asamisimasa                          | Neon Forest Space                                                                    |
| Urban                                          | Arif                                 | HighEnd / Asfalt                                                                     |
| Ballate                                        | Tønes                                | Vindbrest                                                                            |
| Classe aperta                                  | Slagr                                | Short Stories                                                                        |
| Scrittore di testi                             | Odd Nordstoga                        | Dette landet                                                                         |
| Compositore dell'anno                          | Ørjan Matre                          | Peter Herresthal & Stavanger Symfoniorkester: Ørjan Matre: PreSage & Violin Concerto |
| Produttore dell'anno                           | Susanne Sundfør                      |                                                                                      |
| Tormentone dell'anno                           | Kygo                                 | Stole the Show (feat. Parson James)                                                  |
| Album dell'anno                                | Susanne Sundfør                      | Ten Love Songs                                                                       |
| Video musicale dell'anno                       | Karpe Diem                           | «Hvite menn som pusher 50» (regissør: Marie Kristiansen)                             |
| Spellemann dell'anno                           | Kygo                                 |                                                                                      |
| Miglior artista esordiente & Gramo scholarship | Aurora                               |                                                                                      |
| Premio d'onore della giuria                    | Tommy Tee                            |                                                                                      |

### 2016

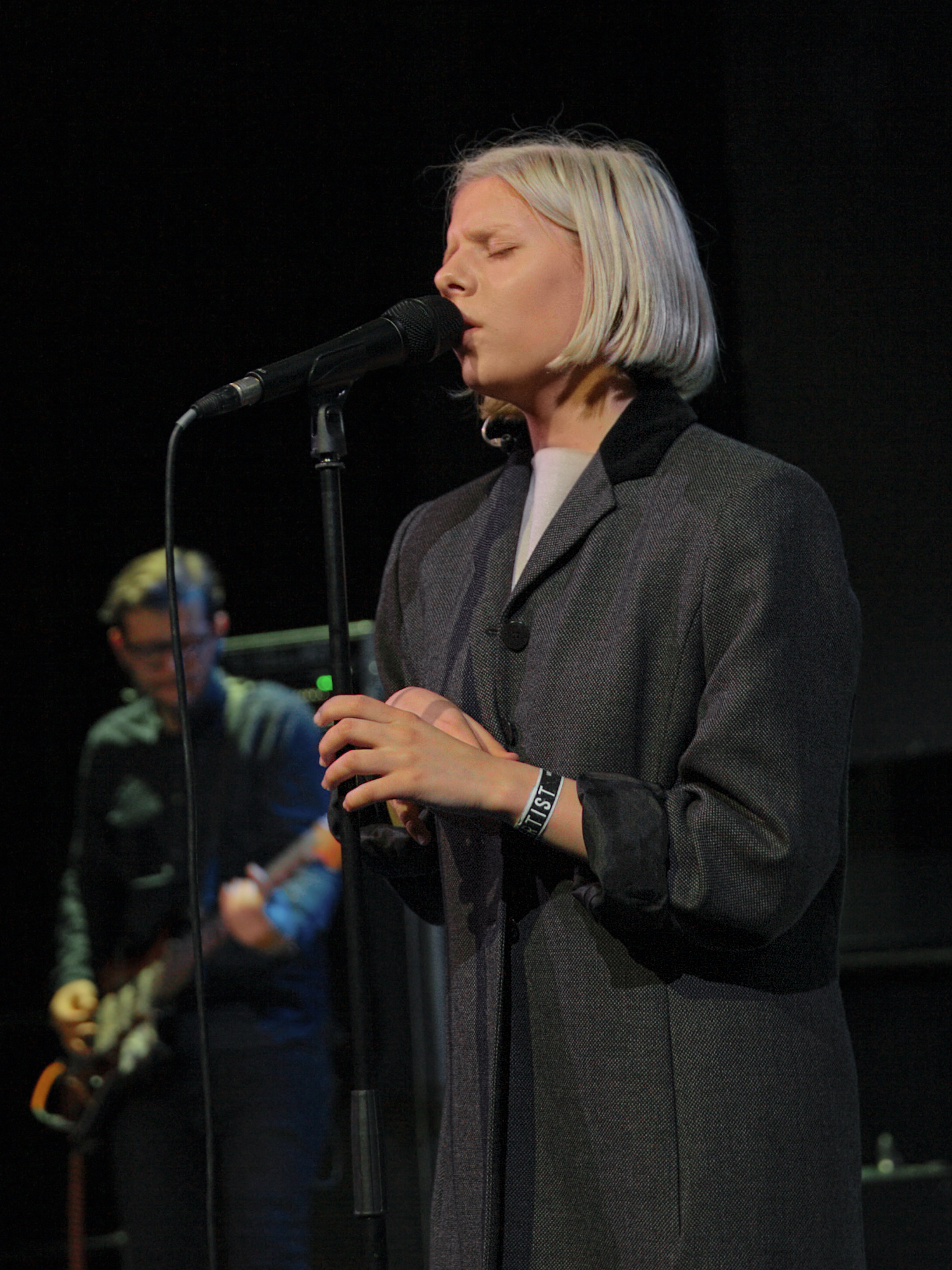
Aurora, vincitrice di due premi nel 2016

| Categoria                                      | Artista                      | Titolo                                  |
| ---------------------------------------------- | ---------------------------- | --------------------------------------- |
| Musica per bambini                             | Superbarna                   | Hipp Hurra                              |
| Blues                                          | Mk's Marvellous Medicine     | Mk's Marvellous Medicine                |
| Country                                        | Darling West                 | Vinyl and a Heartache                   |
| Musica da ballo                                | Torgeir & Kjendisene         | En runde til                            |
| Elettronica/dance                              | Biosphere                    | Departed Glories                        |
| Musica tradizionale/folk norvegese             | Anders Røine                 | Kristine Valdresdatter                  |
| Indie                                          | The Switch                   | The Switch Album                        |
| Jazz                                           | Nils Petter Molvær           | Buoyancy                                |
| Classica                                       | TrondheimSolistene           | Reflections                             |
| Metal                                          | Okkultokrati                 | Raspberry Dawn                          |
| Band Pop                                       | Highasakite                  | Camp Echo                               |
| Solista Pop                                    | Aurora                       | All My Demons Greeting Me as a Friend   |
| Rock                                           | Kvelertak                    | Nattesferd                              |
| Contemporanea                                  | Ensemble Neon                | Neon                                    |
| Urban                                          | Karpe Diem                   | Heisann Montebello                      |
| Ballate                                        | Frida Ånnevik                | Her bor                                 |
| Classe aperta                                  | Susanna                      | Triangle                                |
| Scrittore di testi                             | Kristoffer Cezinando Karlsen | Barn av Europa (Cezinando)              |
| Compositore dell'anno (TONOs pris)             | Gjermund Larsen              | Salmeklang (Gjermund Larsen Trio)       |
| Produttore dell'anno                           | Cashmere Cat                 |                                         |
| Tormentone dell'anno                           | Alan Walker                  | Faded                                   |
| Album dell'anno                                | Karpe Diem                   | Heisann Montebello                      |
| Video musicale dell'anno                       | Aurora                       | I Went Too Far (registi: Arni & Kinski) |
| Spellemann dell'anno                           | Marcus & Martinus            |                                         |
| Miglior artista esordiente & Gramo scholarship | Astrid S                     | Astrid S 2016                           |
| Premio d'onore della giuria                    | Arve Tellefsen               |                                         |

### 2017

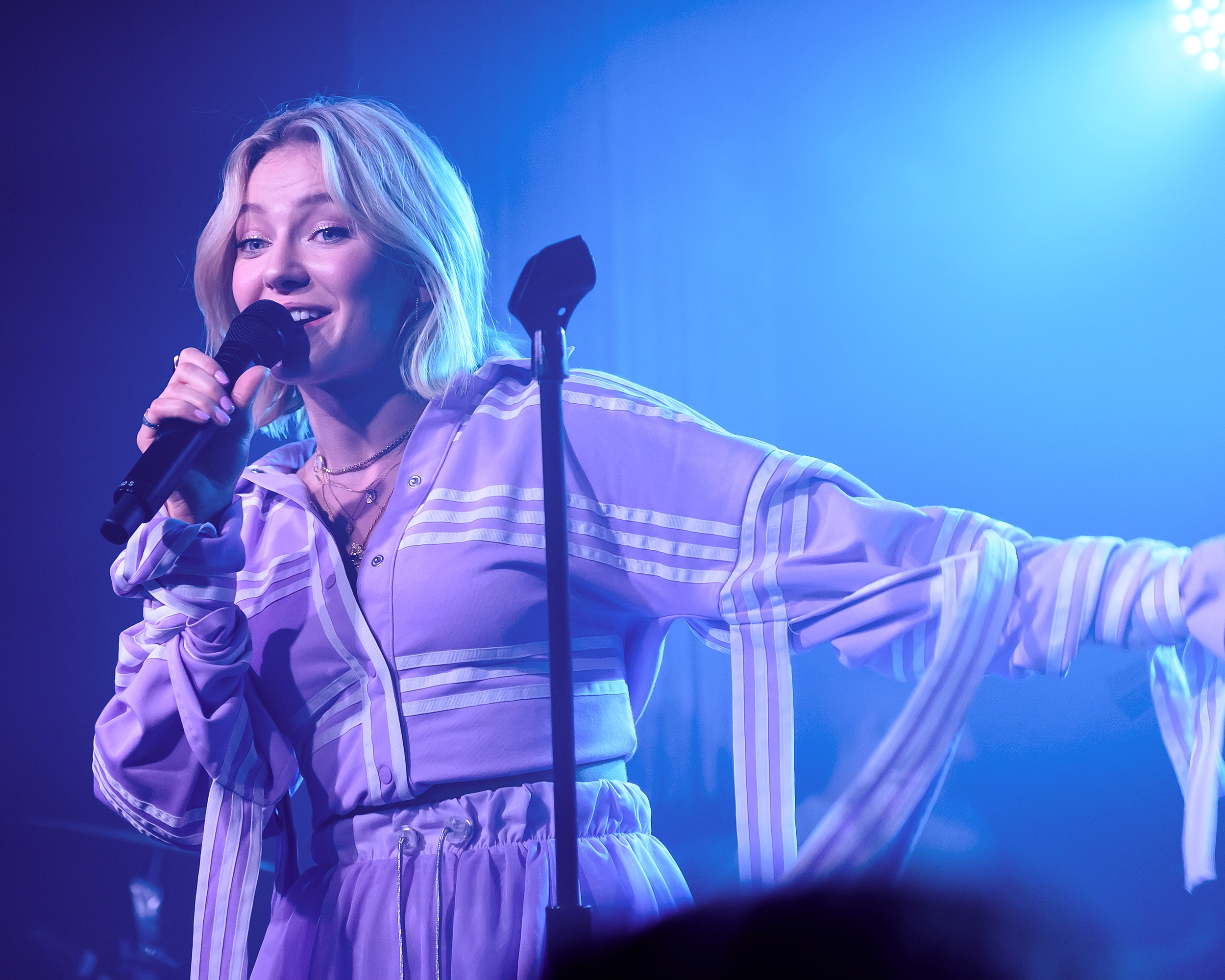
Astrid S, Spellemann dell'anno 2017

| Klasse                                         | Artist                                             | Tittel |
| ---------------------------------------------- | -------------------------------------------------- | --- |
| Musica per bambini                             | Rasmus og Verdens Beste Band                       | Banjo på badet                                                                                             |
| Blues                                          | Ronnie Jacobsen                                    | These Blues in Me                                                                                          |
| Country                                        | Bendik Brænne                                      | The Last Great Country Swindle                                                                             |
| Elettronica/dance                              | +plattform                                         | Twelve |
| Musica tradizionale/folk norvegese             | Anne Hytta                                         | Strimur |
| Indie                                          | Silja Sol                                          | Ni liv |
| Jazz                                           | Hegge                                              | Vi är ledsna men du får inte längre vara barn                                                              |
| Classica                                       | Vilde Frang                                        | Homage |
| Metal                                          | Enslaved                                           | E |
| Band Pop                                       | Seeb                                               | Seeb 2017                                                                                                  |
| Solista Pop                                    | Cashmere Cat                                       | 9 |
| Rock                                           | Sløtface                                           | Try Not to Freak Out                                                                                       |
| Contemporanea                                  | Al Khowarizmis Mekaniske Orkester / Ensemble Ernst | Christian Blom – Bring Me That Horizon                                                                     |
| Urban                                          | Cezinando                                          | Noen ganger og andre                                                                                       |
| Ballate                                        | Frida Ånnevik                                      | Flyge fra                                                                                                  |
| Classe Aperta                                  | Nils Økland                                        | Lysning |
| Compositore dell'anno                          | Bjørn Kruse                                        | Bjørn Kruse: Chronotope – Concerto for Clarinet and Orchestra (Fredrik Fors & Oslo Philharmonic Orchestra) |
| Scrittore di testi                             | Sverre Knudsen                                     | Vi (Sverre Knudsen)                                                                                        |
| Album dell'anno                                | Cezinando                                          | Noen ganger og andre                                                                                       |
| Tormentone dell'anno                           | Hkeem e Temur                                      | «Fy Faen»                                                                                                  |
| Miglior artista esordiente & Gramo scholarship | Sigrid                                             | |
| Video musicale dell'anno                       | Daniel Kvammen feat. Lars Vaular                   | «Som om himmelen revna» (regia: Eivind Landsvik)                                                           |
| Produttore dell'anno                           | Ole Torjus Hofvind                                 | |
| Spellemann dell'anno                           | Astrid S                                           | |
| Premio d'onore della giuria                    | Mari Boine                                         | |

### 2018

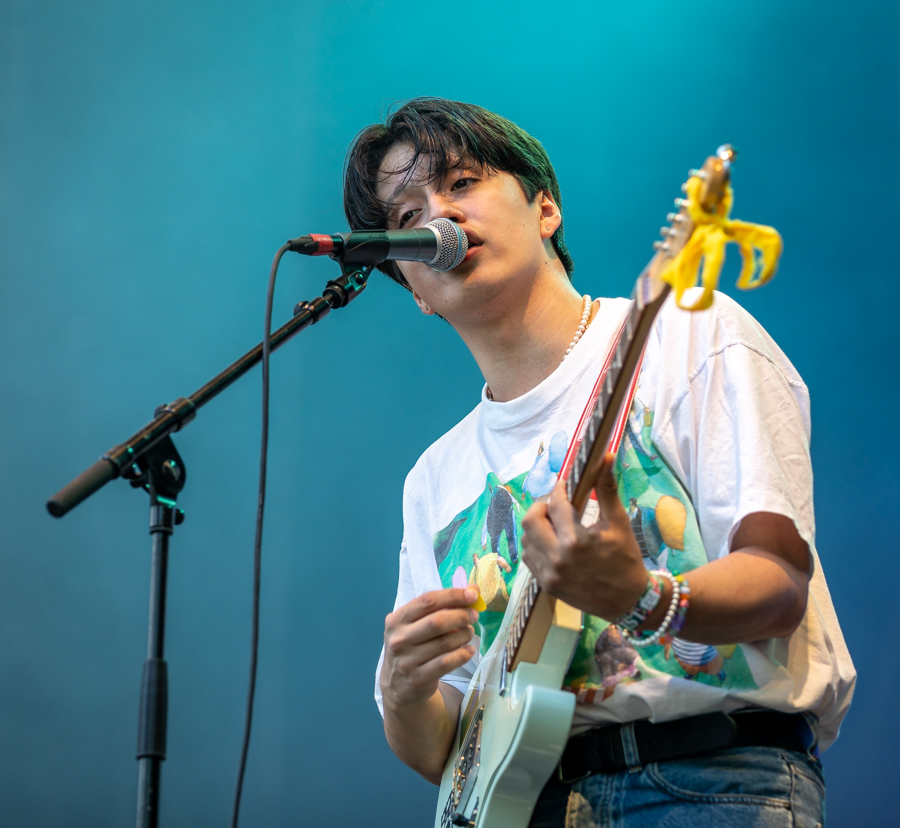
Boy Pablo, miglior artista esordiente del 2018

| Categoria                                      | Artista                                     | Titolo                                        |
| ---------------------------------------------- | ------------------------------------------- | --------------------------------------------- |
| Musica per Bambini                             | Naboen min                                  | Rockesock                                     |
| Blues                                          | Jørgen Sandvik                              | Permanent Vacation                            |
| Country                                        | Malin Pettersen                             | References Pt. 1                              |
| Elettronica                                    | Sex Judas feat. Ricky                       | Go Down Judas                                 |
| Musica Folk/Tradizionale                       | Marja Mortensson                            | Mojhtestasse – Cultural Heirlooms             |
| Indie/alternativ                               | Thea Hjelmeland                             | Kulla                                         |
| Jazz                                           | GURLS                                       | Run boy, run                                  |
| Classica                                       | Tora Augestad & Oslo Philharmonic Orchestra | Portraying Passion                            |
| Metal                                          | Obliteration                                | Cenotaph Obscure                              |
| Artista Pop                                    | Emilie Nicolas                              | Tranquille Emile                              |
| Band Pop                                       | Band of Gold                                | Where’s the Magic                             |
| Rock                                           | The Good The Bad and The Zugly              | Misanthropical House                          |
| Contemporanea                                  | Oslo Philharmonic Orchestra                 | Ørjan Matre: Konsert for orkester             |
| Urban                                          | EMIR                                        | Mer av deg                                    |
| Ballate                                        | Ingeborg Oktober                            | Skjømmingsboka                                |
| Classe aperta                                  | Geir Sundstøl                               | Brødløs                                       |
| Premio componista Tonos                        | Ørjan Matre                                 | Konsert for orkester (Oslo-Filharmonien)      |
| Scrittore di canzoni                           | Ina Wroldsen                                | Hex                                           |
| Video musicale dell'anno                       | Hkeem / regia: Thor Brenne                  | «Ghettoparasitt»                              |
| Produttore dell'anno                           | Aksel Carlson                               | For MARS, Emilie Nicolas, Arif & Unge Ferrari |
| Scrittore di testi                             | Eduardo Andersen (Doddo)                    | La oss ta en idealist                         |
| Album dell'anno                                | Emilie Nicolas                              | Tranquille Emile                              |
| Miglior artista esordiente & Gramo scholarship | Boy Pablo                                   |                                               |
| Tormentone dell'anno                           | Mads Hansen                                 | «Sommerkroppen»                               |
| Spellemann dell'anno                           | Alan Walker                                 |                                               |
| Premio d'onore                                 | D.D.E.                                      |                                               |

### 2019
In questa edizione la cerimonia di premiazione non è avvenuta a causa della pandemia mondiale di coronavirus del 2020.

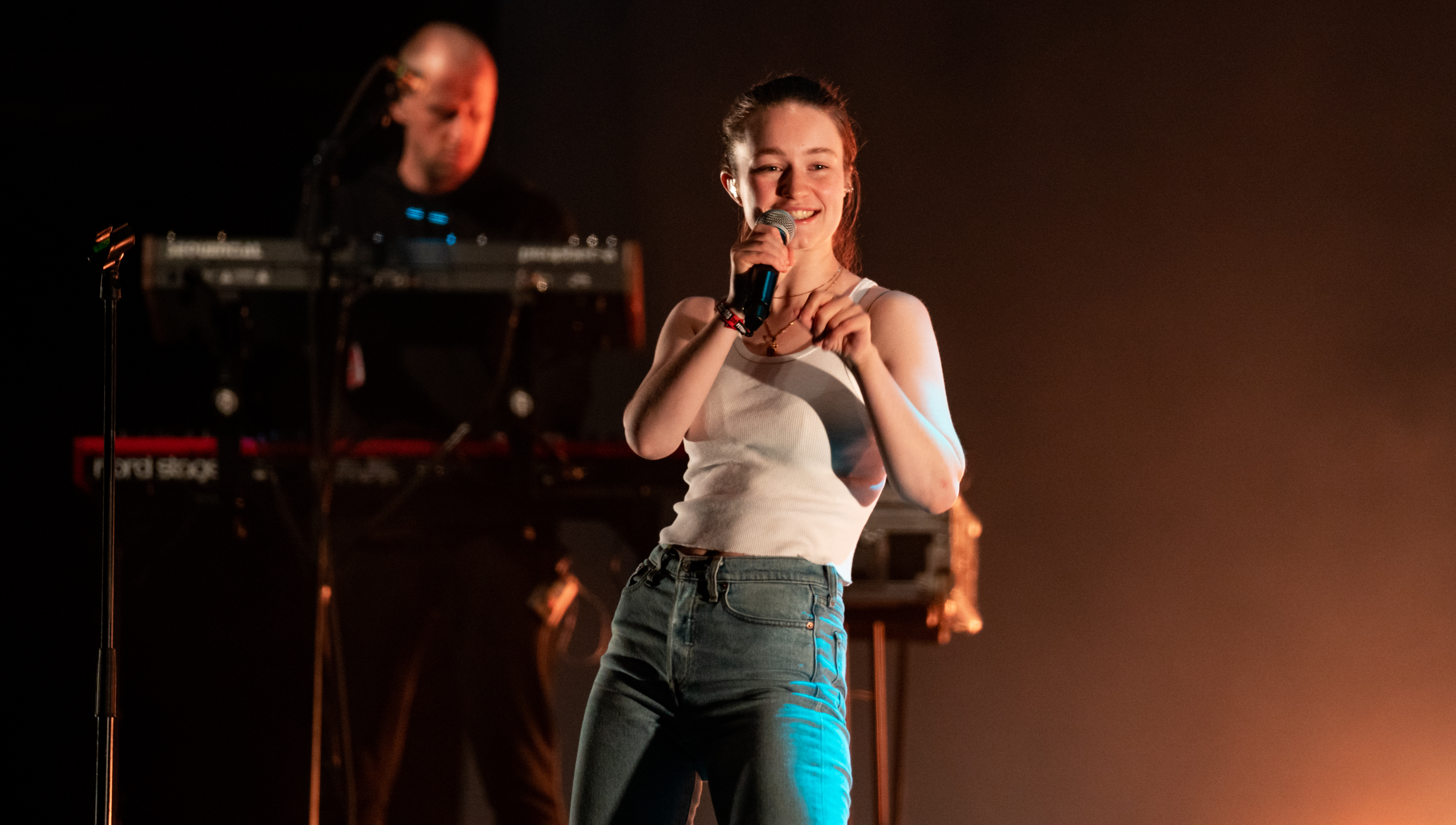
Sigrid, vincitrice del premio Spellemann dell'anno 2019

| Classe                                         | Artista                                                                    | Titolo                                     |
| ---------------------------------------------- | -------------------------------------------------------------------------- | ------------------------------------------ |
| Musica per Bambini                             | Maria Solheim e Silje Sirnes Winje                                         | Bråkebøttebaluba                           |
| Blues                                          | Ledfoot                                                                    | White Crow                                 |
| Country                                        | Jørund Vålandsmyr & Menigheten                                             | Til dere som er lykkelige                  |
| Elettronica                                    | André Bratten                                                              | Pax Americana                              |
| Folk/Musica tradizionale                       | Morgonrode                                                                 | Morgonrode                                 |
| Indie/alternativa                              | Konradsen                                                                  | Saints and Sebastian Stories               |
| Jazz                                           | Mats Eilertsen Trio                                                        | And Then Comes the Night                   |
| Classica                                       | Filarmonica di Oslo                                                        | Mahler Symphony No. 3                      |
| Metal                                          | Gaahls WYRD                                                                | GastiR – Ghosts invited                    |
| Miglior artista pop                            | Sigrid                                                                     | Sucker Punch                               |
| Miglior gruppo pop                             | Seeb                                                                       | Seeb 2019                                  |
| Rock                                           | brenn.                                                                     | Elsker                                     |
| Musica Contemporanea                           | Øyvind Torvund, BIT20 Ensemble, Trond Madsen, Kjetil Møster & Jørgen Træen | The Exotica Album                          |
| Urban                                          | Isah                                                                       | Sukkerspinn & Hodepine                     |
| Ballate                                        | Frida Ånnevik                                                              | Andre sanger                               |
| Classe aperta                                  | Erlend Apneseth trio                                                       | Salika, Molika                             |
| Premio compositore - Tonos                     | Helge Iberg                                                                | Helge Iberg: Songs from the Planet of Life |
| Scrittore di canzoni                           | Lars Reiersen (Larsiveli)                                                  | Larsiveli 2019                             |
| Video musicale dell'anno                       | Anna of the North                                                          | Leaning on Myself (regia: Noah Lee)        |
| Produttore dell'anno                           | Martin Sjølie                                                              | For Sigrid                                 |
| Scrittore di testi                             | Signe Marie Rustad                                                         | When Words Flew Freely                     |
| Album dell'anno                                | Karpe Diem                                                                 | Sas Plus/Sas Pussy                         |
| Miglior artista esordiente & Gramo scholarship | Isah                                                                       | –                                          |
| Canzone dell'anno                              | Ruben                                                                      | Lay by Me                                  |
| Spellemann dell'anno                           | Sigrid                                                                     | –                                          |
| Premio d'onore                                 | Oslo-Filharmonien                                                          | –                                          |

### 2020

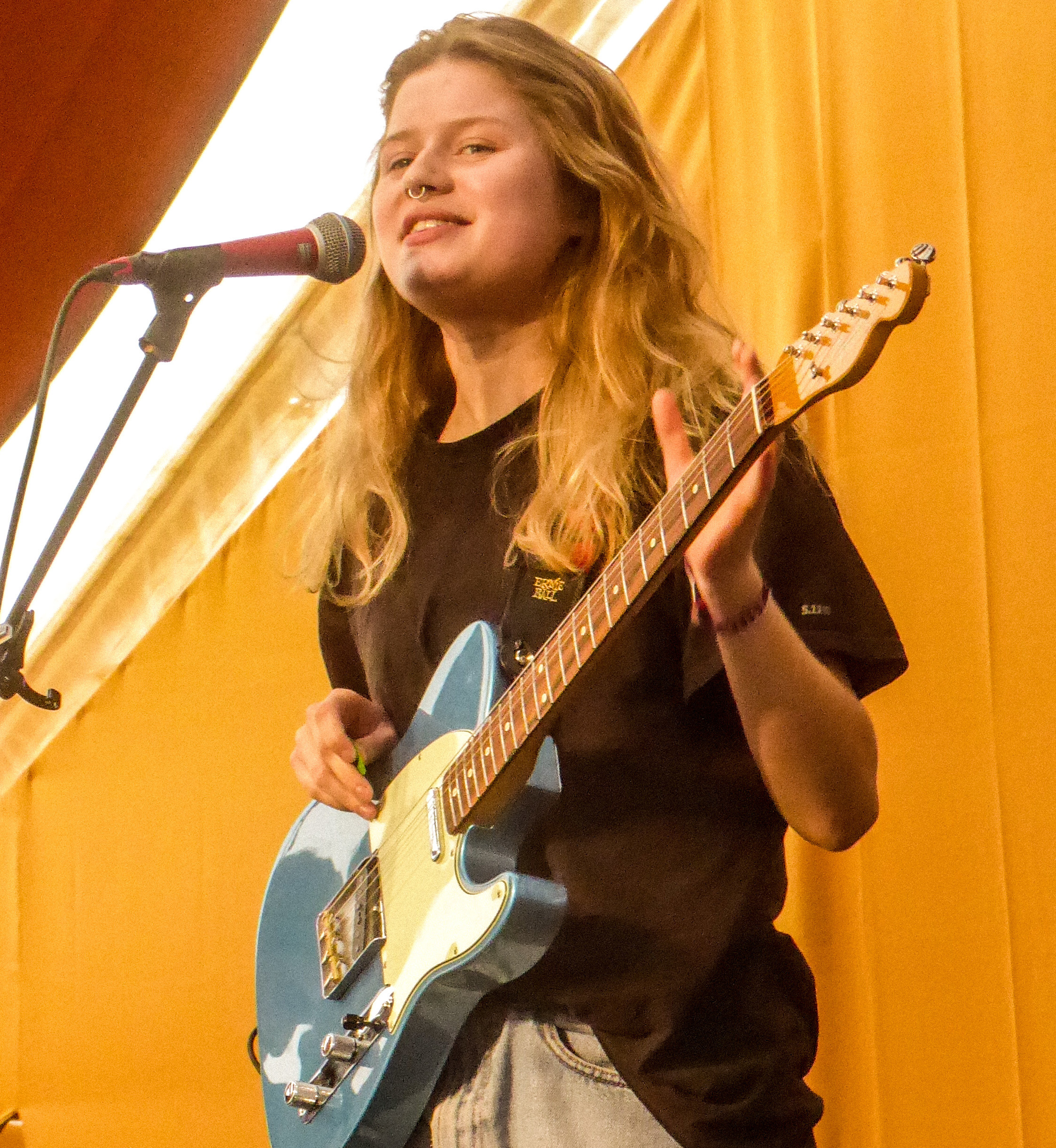
Girl in Red, vincitrice del premio per il maggiore successo internazionale dell'anno 2020

| Classe                                         | Artista                          | Titolo                                 |
| ---------------------------------------------- | -------------------------------- | -------------------------------------- |
| Musica per Bambini                             | Sarah Camille                    | Spor av dråper og røde nebb            |
| Blues                                          | Daniel Eriksen                   | Barefoot Among Scarecrows              |
| Country                                        | Sweetheart                       | Sweetheart                             |
| Elettronica                                    | Niilas                           | Also This Will Change                  |
| Folk/Musica tradizionale                       | Mads Erik Odde                   | Logne slåttar                          |
| Hiphop                                         | Musti                            | Qoyskayga                              |
| Indie/alternativa                              | Okay Kaya                        | Watch This Liquid Pour Itself          |
| Jazz                                           | Maria Kannegaard Trio            | Sand i en vik                          |
| Classica                                       | Eldbjørg Hemsing, Simon Trpčeski | Grieg: The Violin Sonatas              |
| Metal                                          | Okkultokrati                     | La ilden lyse                          |
| Pop                                            | Annie                            | Dark Hearts                            |
| RnB/Soul                                       | Ivan Ave                         | Double Goodbyes                        |
| Rock                                           | Daufødt                          | 1000 Island                            |
| Musica Contemporanea                           | Det Norske Solistkor             | Lament                                 |
| Ballate                                        | Valkyrien Allstars               | Slutte og byne                         |
| Classe aperta                                  | Hedvig Mollestad                 | Ekhidna                                |
| Scrittore di testi                             | Kristoffer Cezinando Karlsen     | Et godt stup i et grunt vann           |
| Scrittore di canzoni                           | Kristoffer Cezinando Karlsen     | Et godt stup i et grunt vann           |
| Premio compositore - Tonos                     | Daniel Herskedal                 | Call for Winter                        |
| Produttore dell'anno                           | Matias Tellez                    | Matias Téllez produttore 2020          |
| Video musicale dell'anno                       | B-Boy Myhre ft. Cezinando        | «Gammel person» (regia: Håkon Hoffart) |
| Canzone dell'anno                              | Frida Ånnevik & Chris Holsten    | «Hvis verden»                          |
| Miglior artista esordiente & Gramo scholarship | Musti                            |                                        |
| Successo internazionale dell'anno              | Girl in Red                      |                                        |
| Spellemann dell'anno                           | TIX                              |                                        |
| Premio d'onore                                 | Mayhem                           |                                        |

### 2021
| Classe                                         | Artista                                                                                  | Titolo                                              |
| ---------------------------------------------- | ---------------------------------------------------------------------------------------- | --------------------------------------------------- |
| Alternativa pop/rock                           | Ola Kvernberg                                                                            | The Steamdome II: The Hypogean                      |
| Musica per bambini                             | Christine Sandtorv                                                                       | Stjerneteller - Automagisk                          |
| Blues                                          | Adam Douglas                                                                             | Better Angels                                       |
| Country                                        | Ole Kirkeng                                                                              | Rocking Chair                                       |
| Elettronica                                    | Vilde Tuv                                                                                | Melting Songs                                       |
| Musica da festa                                | Hagle                                                                                    | Hagle 2021                                          |
| Hiphop                                         | Kamelen                                                                                  | Kamelen 2021                                        |
| Jazz                                           | Flukten                                                                                  | Velkommen håp                                       |
| Classica                                       | Håkon Skogstad con Atle Sponberg e Trondheimsolistene                                    | Visions of Tango                                    |
| Metal                                          | Djevel                                                                                   | Tanker som rir natten                               |
| Pop                                            | Gabrielle                                                                                | Klipp meg i ti og lim meg sammen                    |
| RnB/soul                                       | Beharie                                                                                  | Beharie // Beharie                                  |
| Rock                                           | Kanaan                                                                                   | Earthbound                                          |
| Contemporanea                                  | Signe Bakke / James Clapperton / Kjetil Møster / BIT20 Ensemble / René Wiik / Craig Farr | Soccorsi: Works by Morten Eide Pedersen             |
| Musica tradizionale                            | Marja Mortensson & Kringkastingsorkestret                                                | Raajroe - The Reindeer Caravan                      |
| Ballate                                        | Tønes                                                                                    | Thilda Bøes legat                                   |
| Classe aperta                                  | Hedvig Mollestad                                                                         | Tempest Revisited                                   |
| Scrittore di testi                             | Daniela Reyes                                                                            | Engangsdager                                        |
| Scrittore di canzoni                           | Marie Ulven (Girl in Red )                                                               | If I Could Make It Go Quiet                         |
| Premio compositore - Tonos                     | Henrik Hellstenius                                                                       | Henrik Hellstenius: Past & Presence (Tora Augestad) |
| Produttore dell'anno                           | Cashmere Cat                                                                             | Cashmere Cat 2021                                   |
| Album dell'anno                                | Girl in Red                                                                              | If I Could Make It Go Quiet                         |
| Video musicale dell'anno                       | Sei Selina                                                                               | «Only When You’re Asleep», regi: Niels Windfeldt    |
| Canzone dell'anno                              | Chris Holsten                                                                            | «Smilet i ditt eget speil»                          |
| Miglior artista esordiente & Gramo scholarship | Hagle                                                                                    |                                                     |
| Successo internazionale dell'anno              | Aurora                                                                                   |                                                     |
| Spellemann dell'anno                           | Girl in Red                                                                              |                                                     |
| Premio d'onore                                 | Hellbillies                                                                              |                                                     |